# Đài Loan
Trung Hoa Dân quốc (tiếng Trung: 中華民國; bính âm: Zhōnghuá Mínguó), còn được gọi là Đài Loan (tiếng Trung: 臺灣 hoặc 台灣; bính âm: Táiwān) hay Đài Bắc Trung Hoa (tiếng Trung: 中華台北 hoặc 中華臺北; Hán-Việt: Trung Hoa Đài Bắc; bính âm: Zhōnghuá Táiběi), là một đảo quốc ở Đông Á. Đảo Đài Loan nằm ở phía Tây Bắc Thái Bình Dương, ở giữa quần đảo Ryukyu của Nhật Bản và quần đảo Philippines, tách rời khỏi lục địa Á-Âu đồng thời có đường biên giới trên biển giáp với Trung Quốc đại lục thông qua eo biển Đài Loan, Đài Loan có diện tích vào khoảng 36.000 km², là đảo lớn thứ 38 trên thế giới với khoảng 70% diện tích là đồi núi, vùng đồng bằng tập trung chủ yếu tại khu vực ven biển phía tây. Do nằm tại giao giới giữa khí hậu cận nhiệt đới và nhiệt đới nên cảnh quan tự nhiên cùng hệ sinh thái tương đối phong phú và đa nguyên. Thủ đô của Đài Loan là Đài Bắc, thành phố lớn nhất là Tân Bắc bao quanh Đài Bắc, tổng nhân khẩu được ước tính vào khoảng 23,5 triệu người với thành phần chủ yếu là người Hán, dân nhập cư đến từ Trung Quốc đại lục, Hồng Kông, Đông Nam Á và số ít thổ dân Đài Loan.
Những thổ dân Đài Loan bản địa đã cư trú trên hòn đảo từ thời kỳ cổ đại và xã hội Đài Loan vẫn trong trạng thái nguyên thủy cho đến khi người Hà Lan đến. Các sắc tộc từ Quảng Đông, Phúc Kiến bắt đầu di cư tới Đài Loan với số lượng lớn vào thời kỳ chiếm đóng của thực dân Hà Lan và Tây Ban Nha trong giai đoạn đầu của thế kỷ 17. Năm 1661, Trịnh Thành Công thiết lập nhà nước đầu tiên của người Hán trên đảo và trục xuất người Hà Lan. Năm 1683, nhà Thanh đánh bại chính quyền họ Trịnh và sáp nhập Đài Loan. Nhà Thanh cắt nhượng khu vực này cho Đế quốc Nhật Bản năm 1895 sau khi chiến bại. Trung Hoa Dân Quốc lật đổ nhà Thanh và giành quyền quản lý Trung Quốc đại lục năm 1911. Sau khi Nhật Bản thua trận và đầu hàng Đồng Minh trong Thế chiến II, Trung Hoa Dân Quốc một lần nữa giành lại quyền kiểm soát đại lục cũng như đảo Đài Loan. Sau thất bại trong Nội chiến Quốc-Cộng, Tưởng Giới Thạch cùng chính phủ Trung Hoa Dân Quốc rút đến đây, còn Đảng Cộng sản do Mao Trạch Đông lãnh đạo thành lập Trung Quốc tại đại lục. Nhiều năm sau, do ảnh hưởng của chiến tranh Lạnh, Trung Hoa Dân Quốc vẫn được nhiều quốc gia nhìn nhận là đại biểu hợp pháp duy nhất của Trung Quốc tại Liên Hợp Quốc, đồng thời là một thành viên trong Hội đồng Bảo an. Năm 1971, Trung Quốc giành được quyền đại diện cho Trung Quốc tại Liên Hợp Quốc, Trung Hoa Dân Quốc do đó đánh mất sự công nhận quốc tế trên quy mô lớn.
Trong giai đoạn cuối của thế kỷ 20, chính phủ Trung Hoa Dân Quốc trên đảo tập trung phát triển kinh tế và triển khai nhiều cải cách dân chủ, lấy Học thuyết Tam Dân của Tôn Trung Sơn làm nòng cốt. Nền kinh tế Đài Loan từ thập niên 1960 trở đi có sự phát triển thần tốc, tạo nên Kỳ tích Đài Loan. Từ thập niên 1990, Đài Loan trở thành quốc gia phát triển. Đài Loan hiện nay là trung cường quốc và đồng minh không thuộc NATO của Hoa Kỳ. Tuy nhiên, chính sách ngoại giao thù địch dựa trên nguyên tắc Một Trung Quốc của Trung Quốc đang cản trở sự hội nhập của Đài Loan.

## Tên gọi
Có nhiều thuyết về nguồn gốc tên gọi nước "Đài Loan", trong văn thư từ thời Minh trở đi, Đài Loan cũng được ghi là "Đại Viên" (大員, Dà yuán), Đài Viên (臺員, Tái yuán), hay Kê Lung Sơn (雞籠山, Jī lóngshān), Kê Lung (雞籠, Jī lóng), Bắc Cảng (北港, Běigǎng), Đông Phiên (東蕃, Dōng fān) "Đại Viên" bắt nguồn từ Taian hoặc Tayan, dùng để gọi người ngoại lai trong ngôn ngữ của người Siraya tại Nam Đài Loan; người Hà Lan trong thời kỳ thống trị Đài Loan gọi đảo là Taioan, dịch âm (tiếng Mân Nam) sang chữ Hán là Đại Viên (大員, Dà yuán), Đại Uyển (大苑, Dà yuàn), Đài Viên (臺員, Tái yuán), Đại Loan (大灣, Dà wān) hoặc Đài Oa Loan (臺窩灣, Tái wō wān), danh xưng này nguyên bản là chỉ phụ cận khu vực An Bình, Đài Nam hiện nay. Thời kỳ Minh Trịnh, danh xưng "Đại Viên" (大員, Dà yuán) bị loại bỏ, gọi toàn đảo là "Đông Đô" (東都, Dōngdū), "Đông Ninh" (東寧, Dōng níng). Sau khi đảo thuộc nhà Thanh, triều đình đặt phủ Đài Loan, từ đó, "Đài Loan" chính thức trở thành danh xưng cho toàn đảo.
Năm 1554, tàu buôn của người Bồ Đào Nha đi qua vùng biển Đài Loan, thủy thủ nhìn từ xa thấy Đài Loan rất đẹp nên hô vang Ilha Formosa! - có nghĩa là 'hòn đảo xinh đẹp'. Trước thập niên 1950, các quốc gia châu Âu chủ yếu gọi Đài Loan là "Formosa".

Năm 1905, khi Tôn Trung Sơn triệu tập hội nghị trù bị Trung Quốc Đồng minh hội tại Nhật Bản, trong "Trung Quốc Đồng minh hội minh thư" đề xuất cương lĩnh "xua đuổi Thát Lỗ, khôi phục Trung Hoa, sáng lập dân quốc, bình đẳng về ruộng đất", đặt tên cho chế độ cộng hòa chưa được thành lập tại Trung Quốc là "Trung Hoa Dân Quốc". Ông nhận thấy rằng dù các chế độ cộng hòa đại đa số thi hành chế độ dân chủ đại nghị, song để xác lập rõ ràng cũng như riêng biệt những nguyên tắc chủ quyền quốc gia thuộc toàn thể quốc dân đồng thời hướng tới tiến hành dân quyền trực tiếp như Thụy Sĩ và Hoa Kỳ đang thực thi thì phải chọn ra một danh xưng hoàn chỉnh, nên mới chọn quốc hiệu là "Trung Hoa Dân Quốc".
Sau khi Trung Hoa Dân Quốc dời sang Đài Loan vào năm 1949, từ thập niên 1950 đến thập niên 1960 được cộng đồng quốc tế gọi là "Trung Hoa quốc gia", "Trung Hoa tự do" hay "Trung Hoa dân chủ", phân biệt với "Trung Hoa đỏ", "Trung Hoa cộng sản" tức nhà nước cùng chính phủ Trung Quốc. Sau khi quyền đại biểu cho Trung Quốc chuyển cho Đại lục theo Nghị quyết 2758 của Đại Hội đồng Liên Hợp Quốc năm 1971, "Trung Quốc" trở thành xưng hô của cộng đồng quốc tế với Trung Quốc. Tại Đài Loan trong thập niên 1990, do thời gian chia cắt đã khá lâu dài, chủ nghĩa quốc gia Trung Quốc phai nhạt, ý thức về tính chủ thể của người Đài Loan tăng lên, xã hội cũng như người dân nơi đây bắt đầu sử dụng phổ biến tên gọi "Đài Loan" làm quốc hiệu.
Chịu ảnh hưởng từ chủ trương "một Trung Quốc" của Trung Quốc, Trung Hoa Dân Quốc khi tham dự hoạt động hoặc tổ chức quốc tế phải sử dụng các cách xưng hô khác nhau; như "Trung Hoa Đài Bắc" trong Thế vận hội từ năm 1984 trở đi và trong vị trí quan sát viên Tổ chức Y tế Thế giới, hay "khu vực thuế quan cá biệt Đài Bành Kim Mã" trong Tổ chức Thương mại Thế giới. Do có chủ trương chủ quyền với "toàn Trung Quốc", Trung Quốc nhìn nhận khu vực Đài Loan thuộc lãnh thổ thống trị của mình, cho nên đối với vùng lãnh thổ này trong các sản phẩm báo chí, tin tức, truyền thông thì gọi là "Đài Loan Trung Quốc", "nhà đương cục Đài Loan" hay "khu vực Đài Loan". Chính phủ Trần Thủy Biển trong hoàn cảnh ngoại giao đổi sang tự xưng "Đài Loan", trực tiếp gọi Trung Quốc là "Trung Quốc". Chính phủ Mã Anh Cửu chuyển sang đồng thời sử dụng gọi tắt "Hoa" lẫn "Đài", dựa theo hiến pháp để gọi Trung Quốc là "Đại lục". Gần đây, Chính phủ của Tổng thống Thái Anh Văn và Thủ tướng Lại Thanh Đức luôn tuyên bố hai bờ là hai vùng riêng biệt: Đài Loan và Trung Quốc, cự tuyệt việc thống nhất dưới bất kỳ hình thức nào đồng thời biểu thị sẽ sẵn sàng tự vệ, đáp trả mọi động thái quân sự đến từ phía Đại lục. Không dừng lại ở đó, tới đầu năm 2021, chính phủ Đài Loan chính thức ra mắt hộ chiếu mới cho công dân của mình, trong đó, thiết kế nhấn mạnh vào tên gọi Taiwan (Đài Loan) và loại bỏ dòng chữ Republic of China (Trung Hoa Dân Quốc) bằng tiếng Anh ra khỏi trang bìa của cuốn hộ chiếu mới (nhưng vẫn giữ lại tên gọi này bằng tiếng Trung).

## Lịch sử

### Thời tiền sử
Đài Loan nối liền với đại lục châu Á trong thời kỳ Pleistocen muộn, kéo dài đến khi mực nước biển dâng lên khoảng 10.000 năm trước. Phát hiện những di cốt rời rạc của loài người trên đảo, có niên đại từ 20.000 đến 30.000 năm trước, cũng như nhiều các đồ tạo tác sau này của một văn hóa đồ đá cũ.
Khoảng tầm hơn 8.000 năm trước, người Nam Đảo lần đầu tiên đã đi định cư tại Đài Loan. Hậu duệ của họ nay được gọi là thổ dân Đài Loan và có ngôn ngữ thuộc ngữ hệ Nam Đảo, một ngữ hệ trải rộng khắp Đông Nam Á hải đảo, Thái Bình Dương và Madagascar. Ngôn ngữ thổ dân Đài Loan có mức độ đa dạng lớn hơn nhiều so với phần còn lại của hệ Nam Đảo, do đó các nhà ngôn ngữ học đề xuất Đài Loan là quê hương của hệ, từ đây các dân tộc đi biển phân tán khắp Đông Nam Á, Thái Bình Dương và Ấn Độ Dương.
Người Hán Trung Quốc vốn biết đến khu vực Đài Loan từ thời Tam Quốc, nhưng chỉ bắt đầu định cư tại quần đảo Bành Hồ thuộc khu vực Đài Loan từ thời nhà Tống vào năm 1171, song do các bộ lạc thổ dân trên đảo Đài Loan đối địch và thiếu tài nguyên mậu dịch có giá trị trong khu vực nên Đài Loan không thu hút người Hán, song thỉnh thoảng có những người mạo hiểm hoặc ngư dân tham gia mậu dịch với thổ dân cho đến thế kỷ XVI. Năm 1281, nhà Nguyên đặt Bành Hồ tuần kiểm ty, cùng thời điểm người Hán ra đây định cư, cơ quan chính quyền Trung Quốc đầu tiên tại khu vực Đài Loan. Năm 1384, nhà Minh ban đầu do thực thi chính sách đóng biển nên đóng cửa sở quan tại Bành Hồ, đến năm 1563 thì đặt lại.

### Thế kỷ XVII
Công ty Đông Ấn Hà Lan nỗ lực lập một trạm mậu dịch tại Bành Hồ gần sát đảo Đài Loan vào năm 1622, song bị quân Minh đánh bại và trục xuất. Năm 1624, công ty này lập một thành trì mang tên Pháo đài Zeelandia trên đảo nhỏ mang tên Tayouan ven bờ Đài Loan, nay là bộ phận của đảo này. Một nhân viên của công ty sống trên đảo trong thập niên 1650 mô tả các khu vực đất thấp trên đảo bị phân chia giữa 11 tù bang có quy mô khác nhau, từ hai đến 72 khu dân cư. Một số tù bang nằm dưới quyền kiểm soát của Hà Lan, còn số khác duy trì độc lập. Công ty bắt đầu nhập khẩu lao động từ Phúc Kiến và Bành Hồ từ nhà Minh Trung Quốc theo những người Hà Lan để đến Đài Loan, nhiều người trong số họ ở lại định cư lâu dài, đây chính là những người Hán đầu tiên định cư trên đảo.
Năm 1626, người Tây Ban Nha đổ bộ và chiếm lĩnh miền bắc Đài Loan, tại các cảng Cơ Long và Đạm Thủy ngày nay, nhằm lập căn cứ để bành trướng mậu dịch. Thời kỳ thực dân này kéo dài trong 16 năm đến năm 1642, khi các thành trì cuối cùng của Tây Ban Nha rơi vào tay Hà Lan.
Một nhân vật phản Thanh phục Minh là Trịnh Thành Công đem quân đội sang Đài Loan và chiếm được Pháo đài Zeelandia vào năm 1662, trục xuất chính phủ và quân đội Hà Lan khỏi đảo. Trịnh Thành Công lập chính quyền của người Hán đầu tiên ở Đài Loan vào năm 1661, định đô tại Đài Nam ngày nay. Ông và những người kế vị là Trịnh Kinh (cai trị trong 1662-1682), và Trịnh Khắc Sảng, tiếp tục các cuộc tấn công vào khu vực ven biển đông nam Trung Quốc đại lục trong thời nhà Thanh trong bối cảnh nhà Nam Minh đã bị nhà Thanh tiêu diệt hoàn toàn ở miền Nam Trung Quốc, đây là nơi cuối cùng của phe nhà Minh chống lại người Mãn Châu.

### Nhà Thanh cai trị
Năm 1683, quân họ Trịnh chiến bại trong hải chiến Bành Hồ trước quân Thanh dưới quyền Thi Lang, Trịnh Khắc Sảng buộc phải đầu hàng. Khang Hy Đế cho nhập miền tây đảo vào bản đồ Đại Thanh, giao tỉnh Phúc Kiến quản lý, gọi là "phủ Đài Loan". Ban đầu, nhà Thanh có chính sách tiêu cực với Đài Loan, trong quá trình khai phá miền tây đảo không ngừng đàn áp các bộ lạc và chính quyền thổ dân vùng thấp, thống trị đất đai của họ. Nhà Thanh cưỡng chế hàng chục vạn người Hán cư trú tại Đài Loan về nguyên quán tại Đại lục, hạn chế nghiêm ngặt cư dân nội lục di cư sang Đài Loan. Tuy nhiên, có không ít người từ các tỉnh duyên hải đại lục mạo hiểm sang Đài Loan, định cư tạm thời tại nửa phía tây của đảo, sau đó dần dần khai khẩn nửa đông của đảo, song số lượng không nhiều. Do quan lại được phái đến thời kỳ đầu có tố chất thấp, cách biệt về ngôn ngữ giữa quan và dân, cũng như chính sách áp bức cao độ với cư dân Đài Loan, nên phát sinh nhiều khởi nghĩa vũ trang hoặc sự kiện náo loạn, như sự kiện Lâm Sảng Văn năm 1786.

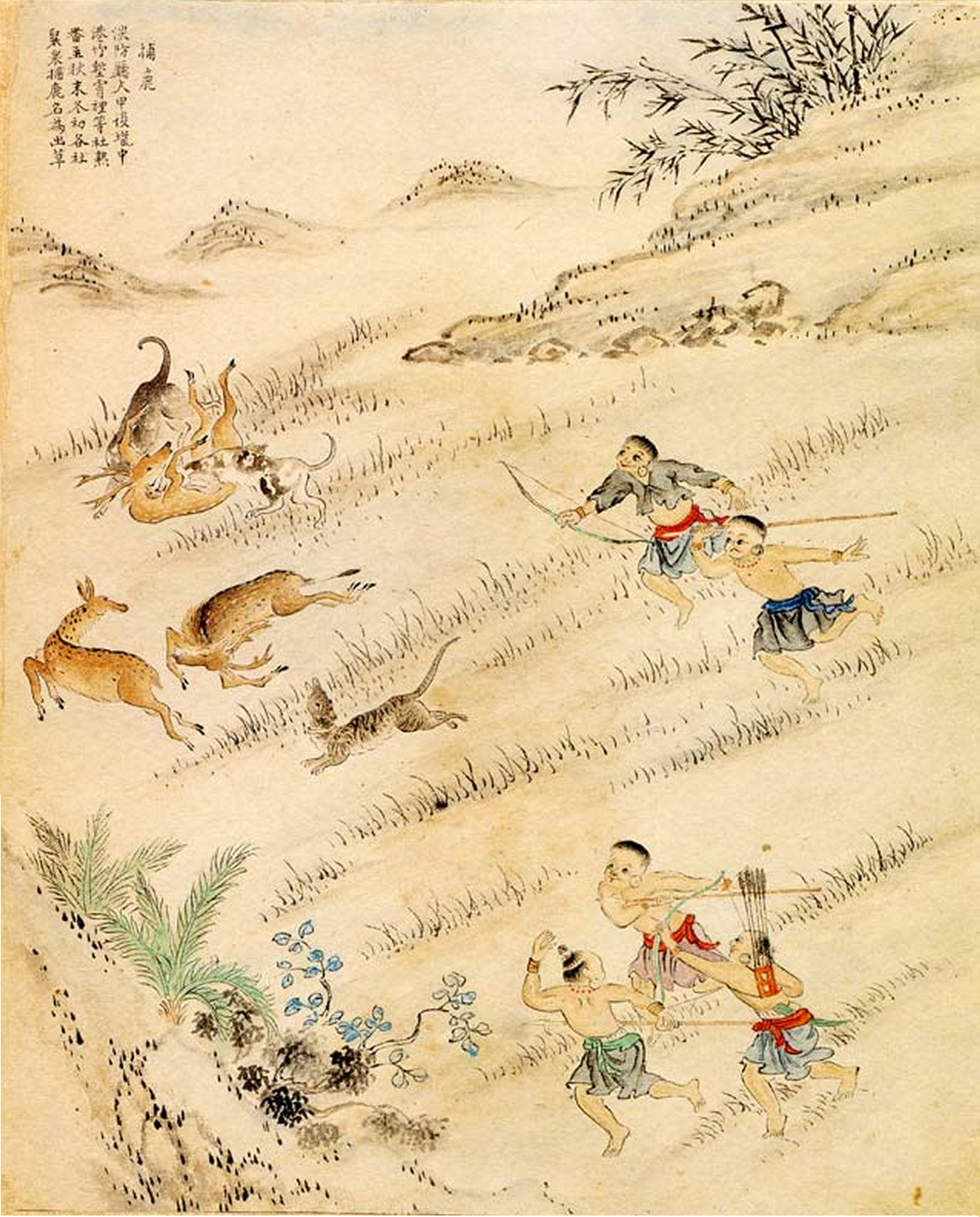
Hình săn hươu, vẽ năm 1746

Năm 1724, nhà Thanh giáng chỉ cho phép dân Quảng Đông di cư sang Đài Loan, đến cuối thế kỷ XVIII bắt đầu xuất hiện di dân khai khẩn quy mô lớn. Do xung đột trong phân phối đất đai, tại Đài Loan phát sinh chiến đấu giữa các phân nhóm người Hán, ảnh hưởng đến phân bố dân cư trên đảo sau này. Khi đó, người Hán không ngừng xâm chiếm đất đai của thổ dân vùng thấp, khiến nhóm này bị Hán hóa hoặc phải lên vùng núi cao nương nhờ thổ dân địa phương. Trước hiện tượng này, quan lại nhà Thanh yếu kém không ngăn chặn nổi, quan địa phương thậm chí còn lợi dụng để giảm khả năng bạo loạn chống triều đình.
Đài Loan từ 1860 trở đi bắt đầu mở cửa một bộ phận cảng cho ngoại thương. Trong thời kỳ Chiến tranh Nha phiến, hạm đội Anh Quốc có ý đồ chiếm cảng Cơ Long tại miền bắc và cảng Ngô Tê tại miền tây đảo, song đều thất bại. Năm 1874, Nhật Bản nhân sự kiện người Lưu Cầu đi nhầm vào lãnh thổ người thổ dân Bài Loan, tiến hành xuất binh đến bán đảo Hằng Xuân, tức "sự kiện Mẫu Đơn Xã". Điều này tạo thành một cảnh báo với chính sách của nhà Thanh với Đài Loan, nhà Thanh phái Khâm sai đại thần Thẩm Bảo Trinh sang Đài Loan quản lý, tăng cường lực lượng phòng vệ, cải cách hành chính, tăng cường chính sách để phát triển Đài Loan. Người kế nhiệm là Đinh Nhật Xương tiếp tục thi hành cải cách, khuyến khích cư dân Quảng Đông và Phúc Kiến sang Đài Loan khai khẩn, cho mở mỏ khoáng sản.
Năm 1884, Chiến tranh Pháp-Thanh bùng phát do vấn đề Việt Nam, quân Pháp xuất binh đến quần đảo Bành Hồ và miền bắc Đài Loan. Lưu Minh Truyền được triều đình phái sang Đài Loan, ông nhiều lần đánh bại kế hoạch đổ bộ Đài Loan của Pháp. Năm 1885, nhà Thanh tách Đài Loan khỏi tỉnh Phúc Kiến để lập tỉnh Đài Loan, Lưu Minh Truyền làm tuần phủ. Lưu Minh Truyền tại nhiệm đến năm 1891, ông thiết lập biện pháp phòng ngự, chính lý quân bị, đồng thời phát triển và kiến lập nhiều cơ sở hạ tầng, tuyến đường sắt đầu tiên trên đảo từ Cơ Long đến Tân Trúc khai thông trong thời gian ông tại nhiệm.
Tháng 12 năm Quang Tự thứ 20 (1894), Đường Cảnh Tùng nhậm chức Đài Loan tuần phủ. Do nhà Thanh chiến bại trong Chiến tranh Giáp Ngọ nên phải ký kết Hiệp ước Shimonoseki, cắt nhượng chủ quyền Bành Hồ và Đài Loan cho Nhật Bản.

### Nhật trị

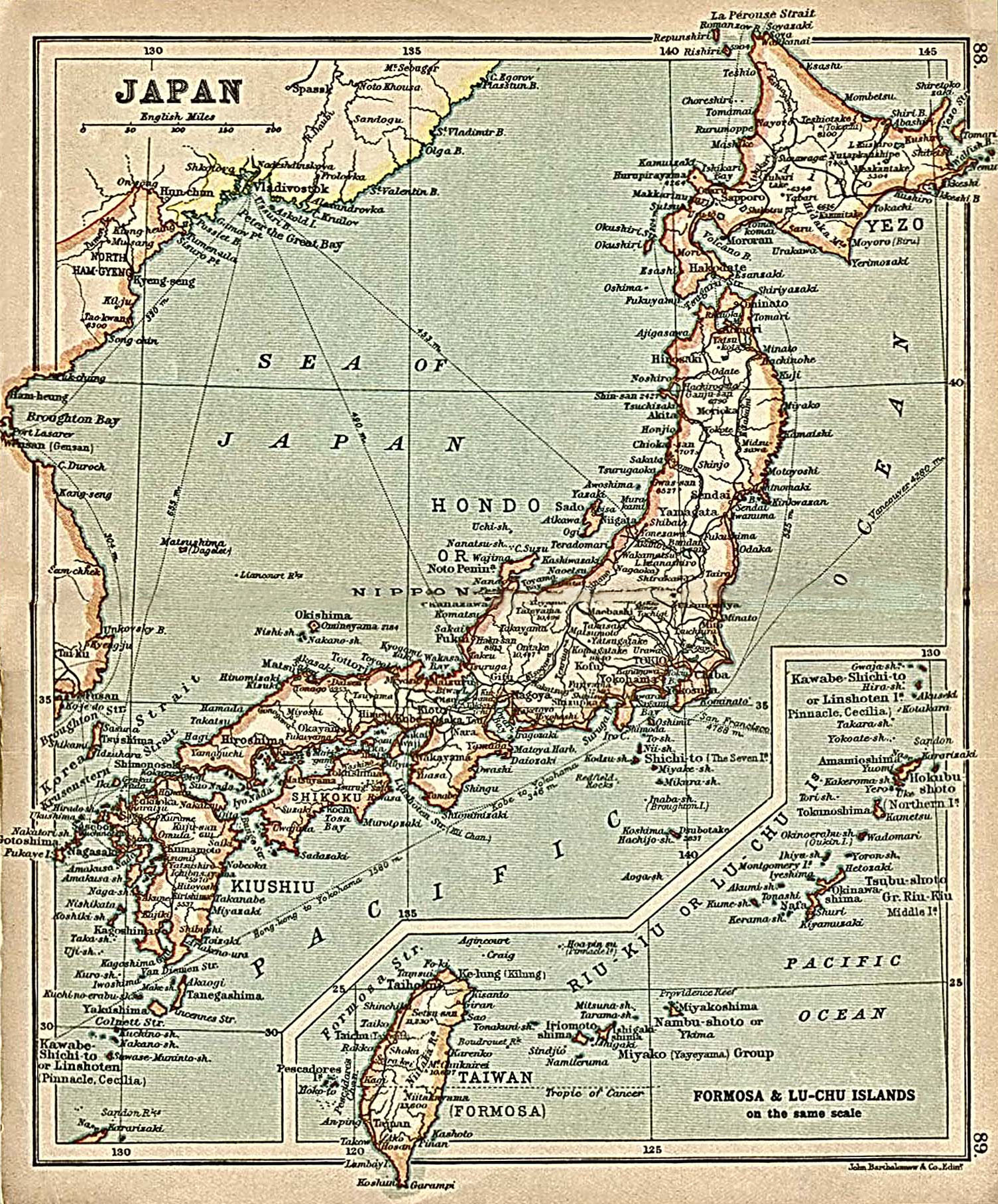
Bản đồ Nhật Bản năm 1911, gồm cả Đài Loan.

Các quan viên thân sĩ bản địa Đài Loan kháng cự cắt nhượng cho Nhật Bản, tại Đài Bắc họ thành lập Đài Loan Dân chủ quốc, Đường Cảnh Tùng là tổng thống lâm thời. Đến khi quân Nhật đổ bộ, Đường Cảnh Tùng dời sang Hạ Môn, Lưu Vĩnh Phúc kế nhiệm làm tổng thống tại Đài Nam. Trong vài tháng sau, quân Dân chủ quốc và quân Nhật phát sinh nhiều cuộc giao tranh ác liệt, khiến khoảng 14.000 binh sĩ Đài Loan chiến tử, sử gọi là "Chiến tranh Ất Mùi", cũng là chiến tranh lớn nhất trong lịch sử Đài Loan.
Sau khi giải quyết thế lực phản kháng, Nhật Bản đặt chức tổng đốc Đài Loan làm quan thống trị tối cao trên đảo. Thời kỳ đầu, chức vụ tổng đốc đều do quân nhân đảm nhiệm để bình định; năm 1898, chính phủ Minh Trị bổ nhiệm tướng lĩnh lục quân Kodama Gentaro làm tổng đốc thứ 4, đồng thời phái Goto Shinpei làm trưởng quan dân chính để phụ tá, từ đó trở đi sử dụng chính sách cai trị cả cương lẫn nhu. Nhật Bản dùng chế độ cảnh sát và chế độ bảo giáp để quản lý Đài Loan, đến Thời kỳ Đại Chính của Nhật Bản, chính cục Đài Loan dần ổn định.
Năm 1908, toàn tuyến đường sắt bắc-nam Đài Loan thông suốt, giao thông bắc nam nay chỉ mất một ngày. Năm 1919, Nhật Bản phái Den Kenjiro làm tổng đốc quan văn đầu tiên của Đài Loan, bắt đầu xây dựng lượng lớn các hạng mục cơ sở hạ tầng như nước máy, điện lực, đường bộ, đường sắt, y tế, giáo dục. Người Nhật khuyến khích nông dân Đài Loan trồng mía, lúa; đồng thời khai thác quy mô lớn các tài nguyên tự nhiên của Đài Loan để cung ứng cho nhu cầu công nghiệp nội địa Nhật Bản. Nhật Bản tiến hành giáo dục ái quốc đối với người Đài Loan, song học sinh Đài Loan thực tế bị phân biệt đối xử hoặc kỳ thị. Vào năm 1938, ước tính có khoảng 309.000 người Nhật định cư tại Đài Loan, sau thế chiến đại đa số họ trở về Nhật Bản.
Nhật Bản thi hành "vận động hoàng dân hóa", giai đoạn một kéo dài từ cuối năm 1936 đến năm 1940 với trọng điểm là "xác lập nhận thức về thời cục, tăng cường ý thức quốc gia". Giai đoạn hai kéo dài từ năm 1941 đến năm 1945 có mục đích là thuyết phục người Đài Loan tận trung vì Nhật Bản. Khuyến khích người Đài Loan nói tiếng Nhật đồng thời thi hành giáo dục kiểu Nhật, mặc quần áo kiểu Nhật, thờ phụng Thần đạo Nhật Bản, hoàn toàn Nhật hóa trong sinh hoạt. Nhật Bản vào năm 1945 còn tiến hành quân dịch toàn diện, đưa người Đài Loan sang chiến trường Trung Quốc và Đông Nam Á. Sau năm 1944, do bị Đồng Minh 25 lần không kích, sản xuất nông-công nghiệp của Đài Loan giảm xuống mức thấp nhất vào trước khi kết thúc đại chiến.
Tháng 4 năm 1945, Thiên hoàng Hirohito ban bố chiếu thư về người Triều Tiên và Đài Loan tham chính, đồng thời thông qua cải cách tuyển cử nghị viện, cấp cho người Đài Loan quyền tham chính và tham chiến như người Nhật Bản nội địa. Ngày 14 tháng 8 cùng năm, Thiên hoàng Hirohito ra tuyên bố đầu hàng vô điều kiện, Thế chiến II kết thúc. Tưởng Giới Thạch phái Trần Nghi cử hành lễ tiếp nhận đầu hàng của quân Nhật tại Đài Bắc vào ngày 25 tháng 10 năm 1945, đồng thời thay mặt Đồng Minh chiếm lĩnh quân sự Đài Loan và Bành Hồ.

### Thời chuyên chính Dân quốc
Do các nhân tố như cơ quan quản lý hành chính Đài Loan thi hành chính sự sai lầm, Đài Loan vào năm 1947 bùng phát sự kiện 28 tháng 2 chống đối chính phủ Quốc dân. Ngày 25 tháng 12 năm 1946, Hiến pháp Trung Hoa Dân Quốc được thông qua, song bị Đảng Cộng sản Trung Quốc bác bỏ, quan hệ Quốc - Cộng chính thức tan vỡ. Nhằm đối phó với nội chiến, Quốc hội vào năm 1948 thông qua "Điều khoản lâm thời thời kỳ động viên dẹp loạn". Tình thế chiến tranh dần trở nên bất lợi cho Quốc quân Trung Hoa Dân Quốc, cuối cùng bị Quân Giải phóng Nhân dân Trung Quốc đánh bại với hậu thuẫn của Liên Xô, Đảng Cộng sản thành lập Trung Quốc vào tháng 10 năm 1949 tại Bắc Kinh. Tháng 12 cùng năm, Tưởng Giới Thạch hạ lệnh chính phủ rút sang khu vực Đài Loan, chọn Đài Bắc làm thủ đô lâm thời. Chính phủ Quốc dân đưa vàng và ngoại hối dự trữ đến Đài Loan, rất nhiều bộ đội, và khoảng 1-2 triệu cư dân cũng rút sang khu vực Đài Loan.
Ban đầu, Hoa Kỳ bỏ rơi Chính phủ Trung Hoa Dân Quốc, nhận định Đài Loan sẽ nhanh chóng bị Đảng cộng sản chiếm lĩnh. Tuy nhiên, sau khi bùng phát Chiến tranh Triều Tiên vào năm 1950, Tổng thống Hoa Kỳ Harry S. Truman thay đổi lập trường, phái Hạm đội 7 đến trú tại eo biển Đài Loan, phòng ngừa hai bên phát sinh xung đột. Đầu thập niên 1950, binh sĩ Trung Hoa Dân Quốc cũng triệt thoái khỏi đảo Hải Nam, đảo Đại Trần, đặt trọng tâm vào Đài Loan, Bành Hồ, Kim Môn, Mã Tổ. Sau đó, Hoa Kỳ thông qua "Điều ước phòng ngự chung Trung-Mỹ" và "Quyết định Formosa 1955" nhằm can thiệp tình hình khu vực, khiến cho chính phủ Trung Hoa Dân Quốc có thể duy trì thống trị khu vực Đài Loan. Chính phủ Trung Hoa Dân Quốc đồng thời chủ trương có chủ quyền với Trung Quốc đại lục và Ngoại Mông Cổ. Do ảnh hưởng từ cục thế Chiến tranh Lạnh, Liên Hợp Quốc và đa số quốc gia phương Tây tiếp tục công nhận Trung Hoa Dân Quốc là chính phủ hợp pháp đại diện cho "Trung Quốc".
Mặc dù mất quyền cai trị Trung Quốc đại lục, phạm vi thống trị chỉ còn khu vực Đài Loan, song chính phủ Trung Hoa Dân Quốc vẫn lập kế hoạch quân sự phản công đại lục. Đối diện với phe đối lập có chủ trương Đài Loan độc lập, cải cách bầu cử quốc hội, thực thi dân chủ có thể dẫn đến cạnh tranh, và sự uy hiếp của quân đội Đảng cộng sản, Quốc hội dựa vào "Điều khoản lâm thời thời kỳ động viên dẹp loạn" sửa đổi để phát triển chính thể chuyên chế, chính phủ độc đảng do Quốc dân đảng nắm ưu thế tuyệt đối. Trung Quốc Quốc dân Đảng trong khi cải cách tổ chức từ thập niên 1950 đến thập niên 1960, cũng không ngừng đàn áp người có lập trường chính trị bất đồng, khiến về sau họ không thể tập hợp phản đối thế lực Quốc dân đảng. Trong thời kỳ khủng bố trắng tại Đài Loan, có 140.000 người bị giam cầm hoặc hành quyết do bị cho là phản đối Quốc dân đảng, thân Đảng cộng sản.

### Chuyển đổi chính trị và kinh tế
Thời kỳ đầu, chính phủ tỉnh Đài Loan ngoài thi hành chính sách tự trị địa phương, hợp tác xã, giáo dục cơ sở, còn xúc tiến các cải cách ruộng đất như giảm tô, chuyển nhượng đất công, giảm tiền thuê đất, giúp ổn định phát triển nông nghiệp đồng thời cung cấp một lượng lớn nguyên vật liệu và thực phẩm. Đồng thời dựa vào đó thi hành chế độ kinh tế hiện đại hội nhập thị trường, xúc tiến phát triển doanh nghiệp dân doanh và công thương nghiệp, trở thành mô hình định hướng gia công xuất khẩu. Thập niên 1960 đến thập niên 1970, chính phủ xúc tiến mạnh mẽ chuyển đổi hình thái kinh tế theo định hướng công nghiệp hóa và kỹ thuật. Nhờ tiền vốn từ Hoa Kỳ và nhu cầu sản phẩm của thị trường này, kinh tế Đài Loan tăng trưởng nhanh chóng, thậm chí được gọi là "kỳ tích Đài Loan". Thập niên 1970, tăng trưởng kinh tế Đài Loan chỉ đứng sau Nhật Bản tại châu Á, và được xếp vào nhóm Bốn con rồng châu Á cùng Hồng Kông, Hàn Quốc, Singapore.

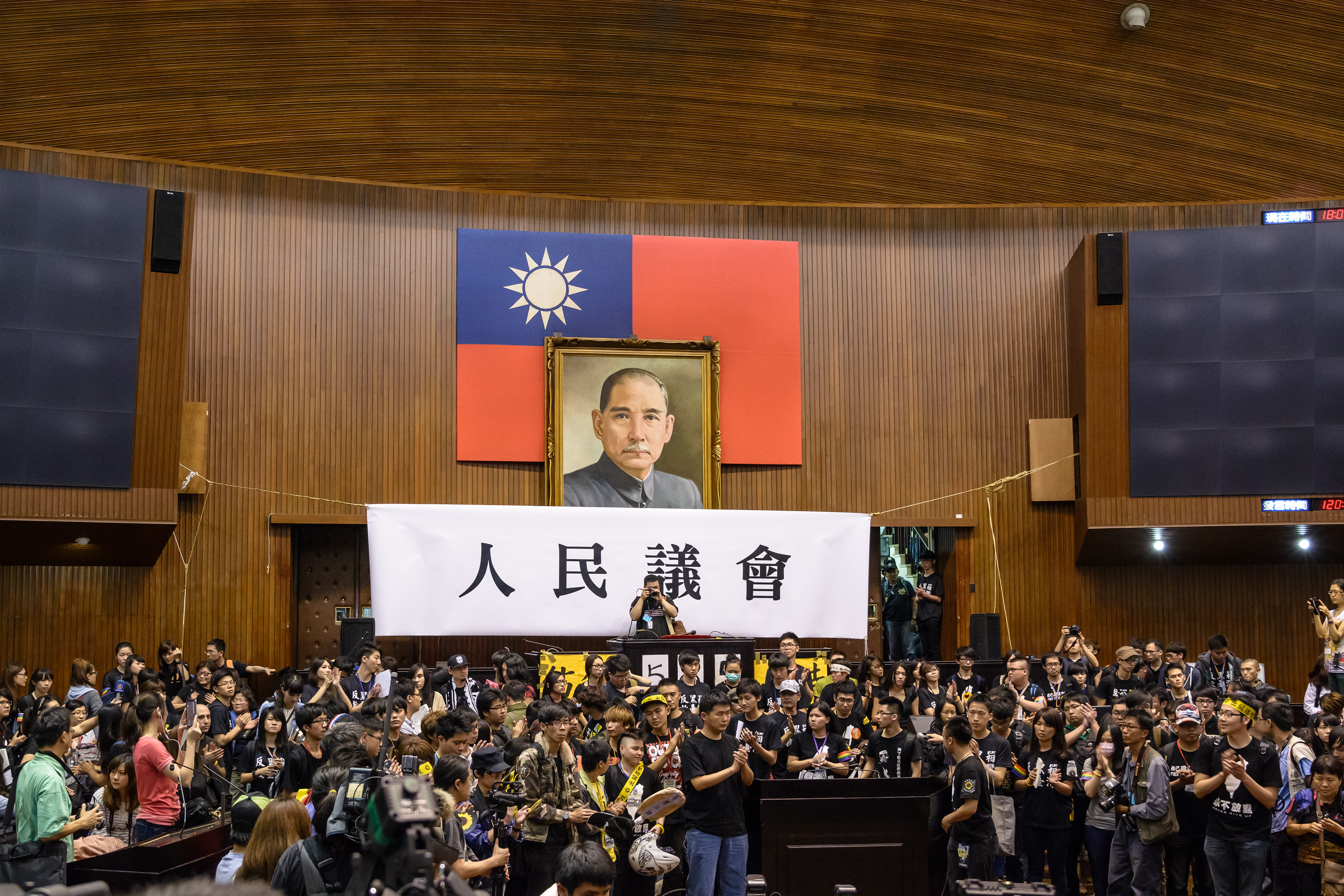
Tháng 3 năm 2014, phong trào sinh viên Hoa Hướng Dương chiếm lĩnh Lập pháp viện nhằm phản đối một hiệp định mậu dịch với Đại lục.

Năm 1971, Liên Hợp Quốc thông qua "Nghị quyết 2758" thừa nhận chính phủ Trung Quốc là đại biểu hợp pháp của "Trung Quốc". Sau đó, Trung Hoa Dân quốc chỉ còn duy trì quan hệ ngoại giao với thiểu số quốc gia, quốc tế cũng chuyển sang gọi là "Đài Loan" hoặc "Trung Hoa Đài Bắc". Sau khi Tưởng Giới Thạch mất năm 1975, Nghiêm Gia Cam kế nhiệm, sau đó Tưởng Kinh Quốc làm tổng thống trong hai nhiệm kỳ.. Do chính phủ vẫn lấy lệnh giới nghiêm để khống chế truyền thông, đàn áp phe phản đối và cấm lập đảng, trong thập niên 1970 Trung Hoa Dân Quốc bị xem là quốc gia phi dân chủ. Năm 1979, hoạt động kháng nghị tại thành phố Cao Hùng bị cảnh sát trấn áp, xúc tiến thế lực phản đối trong nước đoàn kết. Đối diện áp lực quốc tế và vận động ngoài đảng, chính phủ triển khai công tác dân chủ hóa, đảng đối lập đầu tiên là Đảng Dân chủ Tiến bộ thành lập vào năm 1986. Năm sau, chính phủ tuyên bố giải trừ giới nghiêm, bỏ cấm lập đảng, mở cửa lĩnh vực báo chí-xuất bản. Sau khi Tưởng Kinh Quốc mất vào năm 1988, Lý Đăng Huy kế nhiệm, ông nhiều lần sửa hiến pháp, xúc tiến bãi bỏ quốc hội vạn niên (đại biểu nhiệm kỳ vô hạn đại diện cho các khu vực tại Đại lục), cải cách toàn diện bầu cử quốc hội.
Đài Loan diễn ra một loạt phát triển dân chủ hóa, dẫn tới bầu cử tổng thống trực tiếp lần đầu tiên vào năm 1996, kết quả là Lý Đăng Huy thắng cử. Năm 2000, ứng cử viên của Đảng Dân chủ Tiến bộ là Trần Thủy Biển đắc cử tổng thống, kết thúc thời kỳ Quốc dân đảng nắm quyền. Trong tám năm chấp chính, Trần Thủy Biển xúc tiến bản địa hóa Đài Loan, song do đảng của ông không kiểm soát Lập pháp viện nên gặp bất lợi trong thực thi chính sách, cuối nhiệm kỳ liên tiếp chịu nghi vấn. Ứng cử viên Quốc dân đảng là Mã Anh Cửu thắng cử tổng thống vào năm 2008 và năm 2012, đồng thời đảng này tiếp tục giành đa số ghế trong Lập pháp viện. Mã Anh Cửu chủ trương xúc tiến tăng trưởng kinh tế và cải thiện quan hệ hai bờ eo biển. Năm 2016, ứng cử viên của Đảng Dân chủ Tiến bộ là Thái Anh Văn đắc cử tổng thống, đảng này cũng lần đầu giành quá bán số ghế trong Lập pháp viện.

## Địa lý

### Địa hình

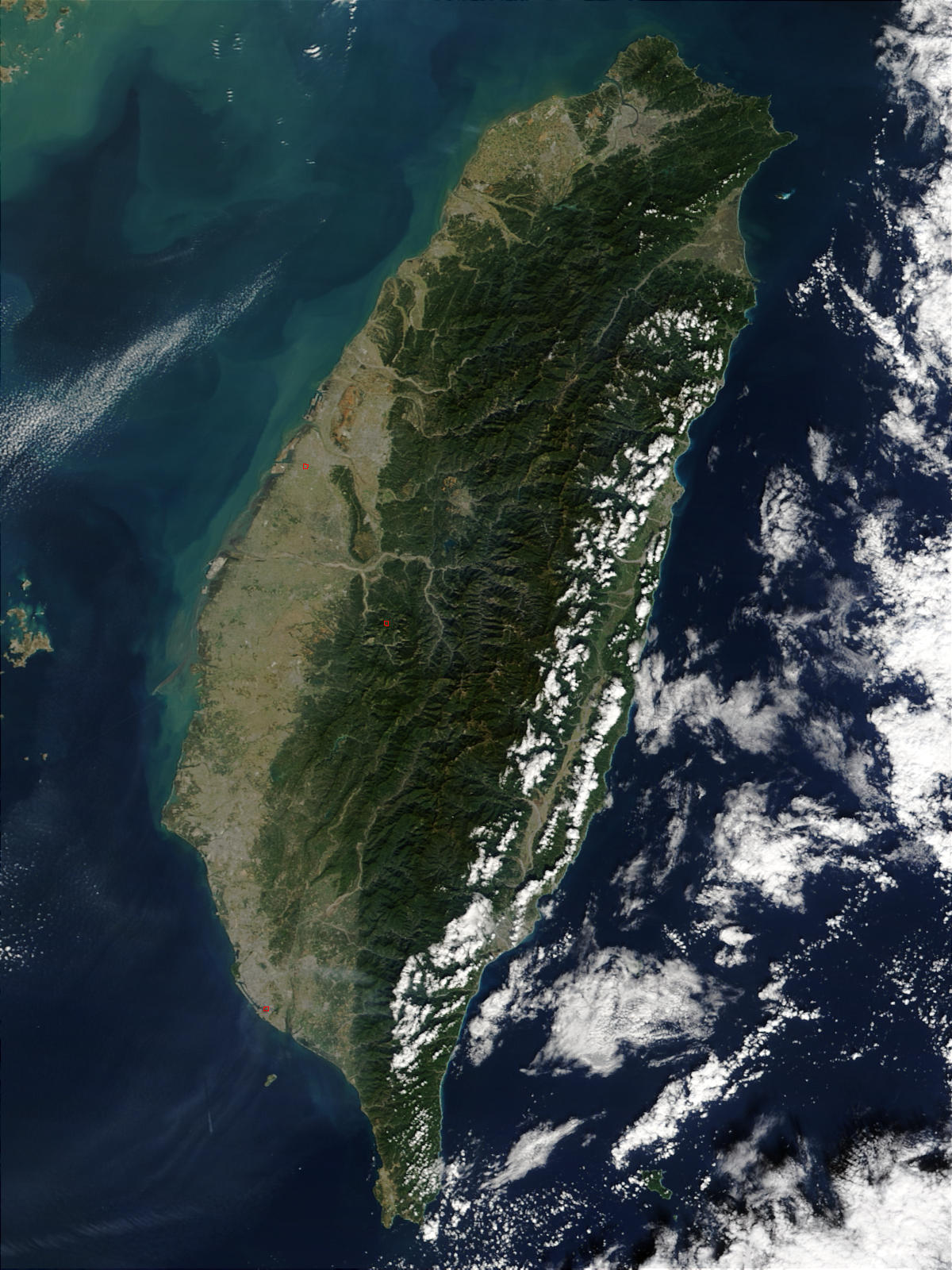
Ảnh vệ tinh đảo Đài Loan.

Từ năm 1950 trở đi, 99% lãnh thổ thực tế của Trung Hoa Dân Quốc là đảo Đài Loan, 1% còn lại là các đảo nhỏ khác, tổng diện tích lãnh thổ là 36.197 km². Đài Loan tách biệt Trung Quốc đại lục qua eo biển Đài Loan ở phía tây, phía bắc là biển Hoa Đông, phía đông giáp biển Philippines, qua eo biển Luzon ở phía nam là Philippines, phía tây nam là biển Đông.. Đảo dài 400 km theo chiều bắc-nam, rộng 145 km theo chiều đông-tây. Do hình dạng tương tự củ khoai lang, một bộ phận dân chúng tự gọi là 'con cái khoai lang'. Ngoài Đài Loan và các đảo phụ thuộc, Trung Hoa Dân Quốc còn quản lý quần đảo Bành Hồ cách Đài Loan 50 km về phía tây, và quần đảo Kim Môn, Mã Tổ, Ô Khâu nằm gần bờ biển tỉnh Phúc Kiến. Trên biển Đông, Trung Hoa Dân Quốc quản lý quần đảo Đông Sa, đảo Ba Bình thuộc quần đảo Trường Sa, song không có cư dân cư trú vĩnh cửu.
Đảo Đài Loan hình thành do va chạm giữa nền Dương Tử ở phía bắc và tây, mảng Okinawa ở phía đông bắc, và mảng di động Philippines ở phía đông và phía nam, địa thể nhô lên do xung đột giữa hai mảng lớn Á-Âu và Philippines. Do phát triển của kiến tạo vỏ trái đất và kiến tạo sơn, Đài Loan có địa hình đa dạng phức tạp, phần lớn kiến tạo địa chất do mảng Á-Âu tạo thành, mảng Philippines chỉ tạo ra đới hút chìm.. Chịu ảnh hưởng của các mảng như cung núi lửa Luzon, khu vực miền đông và miền nam có kết cấu phức tạp, như thung lũng Hoa Đông song song nhưng có địa chất khác biệt với dãy núi Hải Ngạn.. Đài Loan nằm tại giao giới giữa các mảng nên có nhiều dịch chuyển dẫn đến đứt gãy địa chất, như động đất ngày 21 tháng 9 năm 1999 khiến hơn 2.400 người tử vong, bản đồ tai hại địa chấn của Cục Khảo sát Địa chất Hoa Kỳ xếp Đài Loan ở cấp cao nhất. Đảo Đài Loan nằm trên Vành đai lửa Thái Bình Dương nên có một số địa hình núi lửa tắt, núi lửa ngủ, và núi lửa, song chỉ có nhóm núi lửa Đại Đồn và đảo Quy Sơn có hoạt động rõ ràng; một lượng lớn suối nước nóng xuất hiện tại khu vực đứt gãy.
Có thể phân đảo Đài Loan thành các loại địa hình như núi, đồi, đồng bằng, cao nguyên, vùng núi miền đông chiếm hơn một nửa diện tích, trong khi đất có thể canh tác chiếm 24%. Các dãy núi Đài Loan phần lớn có hướng tương tự như cấu tạo địa chất, tại miền bắc có hướng đông bắc-tây nam, tại miền nam có hướng bắc tây bắc-nam đông nam, các dãy núi chủ yếu xếp theo thứ tự đông sang tây là dãy núi Hải Ngạn, dãy núi Trung ương, dãy núi Tuyết Sơn, dãy núi Ngọc Sơn, dãy núi Gia Lý Sơn và dãy núi A Lý Sơn. Đài Loan xếp thứ tư thế giới trong danh sách đảo theo điểm cao nhất, nơi cao nhất đảo là đỉnh Ngọc Sơn cao 3.952 trên mực nước biển, ngoài ra còn có trên 200 đỉnh núi cao trên 3.000 m. Từ các dãy Gia Lý Sơn và A Lý Sơn là các vùng chân núi, gò đồi và cao nguyên bằng phẳng hay nhấp nhô, phần lớn gò đồi là cao nguyên đất đỏ bị sông suối xâm thực chia cắt, các vùng gò đồi chủ yếu là Trúc Đông, Trúc Nam và Miêu Lật, cao nguyên phần lớn tạo thành do lớp đá vụn và đất đỏ tích tụ tạo thành, các cao nguyên trọng yếu là Lâm Khẩu, Đào Viên, Đại Đỗ, Bát Quái.
Chịu ảnh hưởng từ biến động của vỏ trái đất, của dòng chảy và xâm thực, một số khu vực đồi núi hình thành bồn địa. So với xung quanh thì bồn địa bằng phẳng, thổ nhưỡng phì nhiêu, nguồn nước dồi dào, phần lớn phát triển thành khu vực dân cư, như bồn địa Đài Bắc, bồn địa Đài Trung, bồn địa Phố Lý, bồn địa Thái Nguyên. Khu vực miền tây do tác động của bồi tích từ hạ du sông suối và dòng chảy bắt nguồn từ địa bàn, hình thành đồng bằng phù sa bằng phẳng, đại đa số nhân khẩu trên đảo cư trú trên đồng bằng. Địa hình đồng bằng có đồng bằng Gia Nam là chủ yếu, ngoài ra ở miền tây còn có đồng bằng Chương Hóa, đồng bằng Bình Đông, đồng bằng Tân Trúc, đồng bằng Thanh Thủy, ở miền đông có đồng bằng Lan Dương và đồng bằng thung lũng Hoa Đông. Xung quanh đảo Đài Loan có các đảo nhỏ như đảo núi lửa Lan Tự, Lục Đảo, Quy Sơn, Cơ Long, Miên Hoa, Bành Giai, Hoa Bình; các đảo đá ngầm san hô ở phía nam có Lưu Cầu, Thất Tinh Nham, Đông Sa, cũng như kiểm soát đảo Ba Bình.

### Khí hậu sinh thái
Đài Loan có chí tuyến Bắc chạy qua, nằm tại giao giới giữa khí hậu nhiệt đới hải dương và cận nhiệt đới hải dương, phía bắc chí tuyến bắc được phân thuộc khí hậu cận nhiệt đới còn phía nam được phân thuộc khí hậu nhiệt đới; khí hậu về tổng thể là mùa hạ kéo dài và ẩm thấp, mùa đông khá ngắn và ấm áp. Nhiệt độ bình quân mùa đông là 15 °C-20 °C, còn nhiệt độ bình quân cao vào mùa hạ lên tới 28 °C. Miền bắc do chịu ảnh hưởng của gió mùa đông bắc nên từ tháng 1 đến tháng 3 bước vào mùa mưa, miền trung và miền nam không chịu ảnh hưởng. Từ tháng 5 là bắt đầu mùa mưa Đông Á, từ tháng 6 đến tháng 9 thời tiết nóng nực và ẩm thấp, miền nam có mưa nhiều hơn miền bắc. Bão nhiệt đới tấn công Đài Loan từ tháng 7 đến tháng 10, từ tháng 11 đến tháng 12 là mùa khô. Lượng mưa bình quân năm của Đài Loan là 2.500 mm, gấp ba lần bình quân thế giới, song 80% tập trung từ tháng 5 đến tháng 10. Lượng mưa bình quân mỗi người Đài Loan nhận được chỉ bằng 1/6 của thế giới, 46,2% lượng mưa chảy ra biển, 33,3% lượng mưa bốc hơi, chỉ sử dụng được 20,5%. Lượng mưa cũng phân bổ không đều, có khác biệt giữa vùng núi và đồng bằng, miền đông và miền tây, miền nam và miền bắc.
Đài Loan có 151 sông suối, các sông có chiều dài vượt quá 100 km là Trạc Thủy, Cao Bình, Đạm Thủy, Tăng Văn, Đại Giáp, Ô, Tú Cô Loan. Trạc Thủy là sông dài nhất với 186,6 km, sông có lưu vực rộng nhất là Cao Bình. Chịu ảnh hưởng của hướng núi, dòng chảy thường theo hướng tây hay đông. Do dãy núi Trung ương nằm lệch đông, các sông trọng yếu nằm tại nửa phía tây. Mặc dù Đài Loan có lượng mưa dồi dào, song chịu ảnh hưởng của mùa mưa nên cạn vào mùa đông; chỉ có các sông Đạm Thủy, Đại Hán, Cơ Long tại khu vực Đài Bắc có lượng nước ổn định quanh năm. Đại đa số hồ nằm tại bên tây, song hồ tự nhiên chỉ là thiểu số, trong đó lớn nhất là hồ Nhật Nguyệt rộng 8 km².
Tổng chiều dài đường bờ biển Trung Hoa Dân Quốc hiện là hơn 1.813 km, địa hình ven biển Đài Loan khác biệt theo khu vực, phân thành bờ núi tạo thành mũi đất và vịnh biển tại miền bắc, bờ cát thẳng đơn điệu tại miền tây, bờ biển rạn san hô miền nam, bờ biển đứt đoạn tại miền đông do núi và biển liền kề. Đài Loan có hệ động thực vật hoang dã phong phú, ước tính 11% động vật và 27% thực vật là loài đặc hữu, như cá hồi Đài Loan; có hơn 3.000 loài thực vật có hoa, hơn 640 loài dương xỉ, hơn 3.000 loài cá, hơn 500 loài chim. Chính phủ lập 8 khu bảo hộ sinh thái tự nhiên với diện tích chiếm gần 20% lãnh thổ.

## Chính trị

### Tổ chức chính phủ
Chính phủ Trung Hoa Dân Quốc thành lập dựa theo hiến pháp và Chủ nghĩa Tam Dân, hiến pháp định vị quốc gia là "nước cộng hòa dân chủ của dân do dân vì dân". Tham khảo "ngũ quyền hiến pháp" của Tôn Trung Sơn, hiến pháp phân chính phủ thành năm cơ cấu là Hành chính viện, Lập pháp viện, Tư pháp viện, Khảo thí viện, Giám sát viện. (Ngũ quyền Phân lập). Sau khi sửa đổi hiến pháp để thi hành chế độ bán tổng thống, tổng thống là nguyên thủ quốc gia và là người thống soái Quân đội Trung Hoa Dân Quốc. Sau lần sửa đổi hiến pháp thứ ba vào năm 1994, tổng thống do công dân trực tiếp bầu ra, có nhiệm kỳ bốn năm và có thể tái nhiệm một lần. Tổng thống có quyền phối hợp điều hành sự vụ Hành chính viện, Lập pháp viện, Tư pháp viện, Khảo thí viện và Giám sát viện, đồng thời bổ nhiệm viện trưởng Hành chính viện và quan chức nội các.
Hành chính viện phụ trách công tác quản lý chính sách quốc gia, bên dưới đặt các cơ quan xử lý công việc hành chính như bộ, ủy ban, ngoài ra còn có 7-9 người là ủy viên chính vụ. Cơ quan lập pháp tối cao là Lập pháp viện theo hình thức đơn viện, các ủy viên lập pháp chọn ra viện trưởng Lập pháp viện. Ủy viên lập pháp có 113 người được bầu theo hai thể thức là trực tiếp bầu cho cá nhân và bầu theo danh sách đảng, có nhiệm kỳ 4 năm. Viện trưởng Hành chính viện do Tổng thống bổ nhiệm, không cần Lập pháp viện phê chuẩn, khiến khi cơ quan hành chính và lập pháp xung đột khó có không gian hiệp thương. Trong quá khứ, Trung Hoa Dân Quốc còn thiết lập Quốc dân đại hội đơn viện, song chính thức bị bãi bỏ vào năm 2005, quyền "phức quyết" chuyển sang do công dân đầu phiếu quyết định
.
Tư pháp viện Trung Hoa Dân Quốc là cơ quan tư pháp tối cao, chủ yếu phân xử tố tụng dân sự, hình sự, hành chính, kỷ luật nhân viên công vụ. Viện trưởng Tư pháp viện cùng phó viện trưởng và 13 thẩm phán hợp thành hội nghị đại pháp quan, thống nhất giải thích hiến pháp, pháp luật, hay pháp lệnh, đồng thời triệu tập tòa án hiến pháp phân xử luận tội tổng thống, phó tổng thống, và giải tán chính đảng vi hiến. Khảo thí viện phụ trách tuyển chọn tư cách nhân viên công vụ, hay sát hạch tuyển chọn quan chức chính phủ. Giám sát viện là cơ cấu thường trực giám sát chính phủ hoạt động, bên dưới đặt các ủy ban để có thể tiến hành điều tra hành chính các cơ quan hành chính

### Chế độ pháp luật

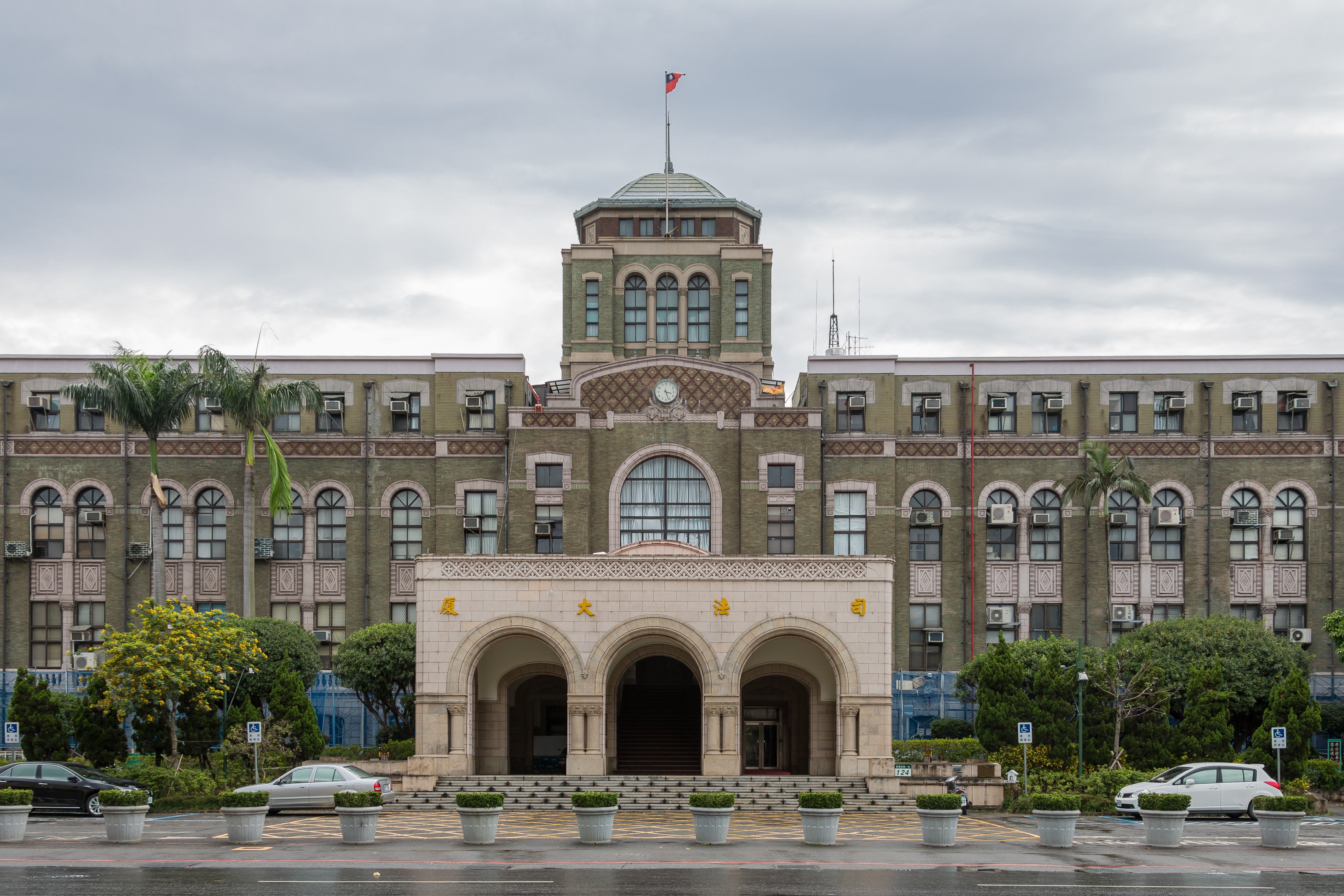
Tư pháp viện quản lý tòa án các cấp.

Chính phủ Quốc dân dưới quyền Trung Quốc Quốc dân Đảng thông qua hiến pháp vào ngày 25 tháng 12 năm 1946, từ ngày 25 tháng 12 năm sau bước vào 'thể chế hiến chính', đồng thời cải tổ thành chính phủ Trung Hoa Dân Quốc. Tuy nhiên, từ năm 1948 đến năm 1987, do "thời kỳ động viện dẹp loạn" nên rất nhiều điều khoản mất hiệu lực. Các đại biểu quốc dân đại hội, ủy viên lập pháp và ủy viên giám sát khóa 1 với lý do khu vực bầu cử bị Đảng Cộng sản Trung Quốc chiếm cứ nên được tự động tái cử vô hạn. Đến cuối thập niên 1970, sau khi chính phủ triển khai cải cách chính trị, giải trừ giới nghiêm đã đề xuất dân chủ hóa và cải cách hiến chính, đến thập niên 1990 trở thành quốc gia dân chủ khai phóng theo thể chế đa đảng.
Hiến pháp Trung Hoa Dân Quốc là bộ luật căn bản cho chế độ tư pháp của quốc gia, xác lập quyền tư pháp độc lập với quyền hành pháp, quyền lập pháp, quyền khảo thí và quyền giám sát. Hiến pháp đề xuất chính phủ trung ương ngũ quyền phân lập, cùng các quốc sách cơ bản khác, tuy nhiên rất nhiều điều khoản có nội dung lãnh thổ là "Trung Quốc" nên nhiều điều bị tạm đình chỉ để phù hợp với thực tế. Một bộ phận pháp luật theo hệ thống luật thành văn của dân luật châu Âu lục địa, chuẩn theo "luật tiêu chuẩn pháp quy trung ương" phân thành luật quy định thông thường, luật quy định đặc biệt, điều lệ quy định thời chiến, nguyên tắc chung quy phạm tổ chức. Quá trình chế định và sửa đổi pháp luật cần phải thông qua Lập pháp viện thẩm nghị, sau đó do tổng thống công bố thi hành. Hành chính viện, Khảo thí viện hoặc cơ quan khác có thể ban bố quy trình, quy tắc, biện pháp, cương yếu, tiêu chuẩn, và các mệnh lệnh khác, quyền giải thích nội dung thuộc về Tư pháp viện.
Tòa án phổ thông phân thành tòa án tối cao, tòa án cấp cao và tòa án địa phương, bên dưới lập các tòa án hình sự và dân sự, ngoài ra còn có tòa án hiến pháp phụ trách xử lý tranh chấp hiến pháp, tòa án hành chính xử lý tố tụng hành chính, tòa án chuyên biệt xử lý sở hữu trí tuệ, thiếu niên, và công việc gia đình, cùng tòa án quân sự xét xử thời chiến. Tòa án xét xử không sử dụng thẩm phán bồi thẩm đoàn, mà sử dụng phương thức thẩm phán chủ tọa và thẩm phán bồi thẩm cùng xét xử, đồng thời yêu cầu tiến hành trong tình trạng công bằng công khai. Hiện nay, Trung Hoa Dân Quốc duy trì án tử hình, song chính phủ dần giảm số lượng người bị chấp hành, căn cứ điều tra năm 2006 có khoảng 80% dân chúng đồng thuận duy trì tử hình. Tháng 5 năm 2017, Lập pháp viện tuyên bố rằng việc luật dân sự cản trở hôn nhân đồng tính luyến ái là vi hiến, yêu cầu sửa đổi.Hôn nhân đồng giới ở Đài Loan hợp pháp vào ngày 24 tháng 5 năm 2019, trở thành quốc gia đầu tiên ở châu Á hợp pháp hóa hôn nhân đồng tính, bất chấp việc trưng cầu dân ý cho thấy 69% cử tri Đài Loan phản đối việc công nhận hôn nhân đồng tính

### Phe chính trị
Tính đến năm 2015, Trung Hoa Dân Quốc tổng cộng có 286 chính đảng cùng nhiều phe phái khác nhau. Các chính đảng ủng hộ thống nhất như Quốc dân Đảng, Đảng Thân Dân, Tân đảng được gọi là "phiếm Lam" 泛藍, các chính đảng ủng hộ độc lập như Đảng Dân chủ Tiến bộ, Liên minh Đoàn kết Đài Loan được gọi là "phiếm Lục" 泛綠, ngoài ra còn có các chính đảng khác như Vô đảng Đoàn kết Liên minh. Hai phái có khác biệt trong các quan điểm như về bản sắc quốc gia, ý thức Trung Hoa và ý thức Đài Loan, quan hệ hai bờ eo biển Đài Loan, địa vị chính trị Đài Loan, quy thuộc chủ quyền, hàm ý "Trung Quốc", "phiếm Lam" cho rằng Đài Loan là một bộ phận của "Trung Quốc", và Trung Hoa Dân Quốc là chính phủ hợp pháp duy nhất, đồng thời ủng hộ định hướng thống nhất Trung Quốc; "phiếm Lục" cho rằng Trung Hoa Dân Quốc tức là Đài Loan độc lập về chủ quyền, phản đối Đài Loan là một bộ phận của "Trung Quốc", đồng thời tìm kiếm công nhận ngoại giao chính thức hoặc tuyên bố độc lập. Trong chính sách ngoại giao, hai phái đều tích cực đề xướng tham dự tổ chức quốc tế, đồng thời cho rằng quốc dân quyết định sự phát triển của chủ quyền.
Từ cuối thời nhà Nam Minh đến năm 1895, tổ tiên của "người bản tỉnh" ở khu vực miền Trung Quốc đại lục chuyển đến Đài Loan. Đến năm 1949, một lượng lớn khác dân chúng Trung Quốc đại lục chuyển đến đảo Đài Loan, hiện nay 98% nhân khẩu thuộc tộc Hán. Có nguồn gốc văn hóa tương đồng với ở Trung Quốc đại lục, song phân ly khu vực do chính trị-ngoại giao, cộng thêm trong thời gian dài ủng hộ chủ trương chủ quyền toàn Trung Quốc, ngày nay bản sắc quốc gia của Trung Hoa Dân Quốc là một nghị đề có sắc thái chính trị. Cùng với ý thức chủ thể và phong trào Đài Loan độc lập nổi lên, "Đài Loan" dần trở thành danh xưng thường dùng. Tuyệt đại đa số dân chúng trong xã hội dân gian cho rằng Đài Loan và Trung Quốc không thuộc cùng một quốc gia, số lượng tự nhận có tính chất và bản chất cũng như danh nghĩa và tên gọi "người Đài Loan" cũng cao hơn số lượng chỉ tự nhận là "người Trung Quốc".
Mặc dù Trung Hoa Dân Quốc thống trị khu vực Đài Loan từ thập niên 1950 có tính độc lập, đồng thời đa số dân chúng cho rằng tự thân có chủ quyền quốc gia, song do chịu uy hiếp quân sự của Trung Quốc, khiến vấn đề Đài Loan độc lập cực kỳ phức tạp. Đại bộ phận dân chúng hy vọng duy trì hiện trạng hai bờ eo biển Đài Loan, song số lượng người chủ trương độc lập đông hơn người chủ trương thống nhất. Ngoài ra, một bộ phận nhân sĩ chủ trương việc Trung Hoa Dân Quốc thu hồi Đài Loan theo "Tuyên bố Cairo" có tranh nghị, cho rằng Trung Hoa Dân Quốc chỉ đại diện cho Đồng Minh chiếm lĩnh quân sự Đài Loan và Bành Hồ; đồng thời căn cứ theo Hiệp ước San Francisco tuyên bố chủ quyền Đài Loan chưa xác định,cho rằng Trung Hoa Dân Quốc là chính phủ lưu vong nước ngoài từ miền eo biển bên kia.

### Phân cấp hành chính
Sau khi chính phủ Trung Hoa Dân Quốc dời sang Đài Loan vào năm 1949, họ chỉ có thể thống trị các đảo thuộc tỉnh Đài Loan (bao gồm đảo Đài Loan, quần đảo Bành Hồ) và tỉnh Phúc Kiến (bao gồm Kim Môn, Mã Tổ). Ngoài ra, chính phủ Trung Hoa Dân Quốc còn khống chế quần đảo Đông Sa, và đảo Ba Bình thuộc quần đảo Trường Sa trên biển Đông, giao các đảo này cho thành phố Cao Hùng phụ trách quản lý. Trung Hoa Dân Quốc tham gia tranh chấp chủ quyền quần đảo Trường Sa (gọi là Nam Sa) và quần đảo Senkaku (gọi là Điếu Ngư đài). Từ năm 1949 trở đi, chính phủ Trung Hoa Dân Quốc từng nhiều lần cải cách phân chia hành chính nhằm tổng hợp phát triển khu vực. Trong đó, chức năng của chính phủ cấp tỉnh của tỉnh Phúc Kiến và tỉnh Đài Loan lần lượt được tinh giản vào năm 1956 và 1998, chỉ duy trì công tác mang tính tượng trưng.
Ngoài ra, vào năm 1967 và năm 1979, thành phố Đài Bắc và thành phố Cao Hùng lần lượt được tách khỏi tỉnh Đài Loan để chuyển sang trực thuộc trung ương. Năm 2010, chính phủ lại chuyển các thành phố Tân Bắc, Đài Trung, Đài Nam sang trực thuộc trung ương. Năm thành phố này cũng là năm thành thị trọng yếu nhất của Trung Hoa Dân Quốc hiện nay, trong đó Tân Bắc nguyên là huyện Đài Bắc, Đài Trung cùng Đài Nam và Cao Hùng hợp nhất với các huyện cùng tên. Hiện nay, tỉnh Đài Loan được phân thành 12 huyện và 3 thành phố, tỉnh Phúc Kiến được phân thành 2 huyện, bên dưới là 157 khu thuộc các thành thị, và 211 hương trấn thuộc các huyện. Năm 2014, huyện Đào Viên được chuyển thành thành phố Đào Viên trực thuộc trung ương. Khu vực Trung Hoa Dân Quốc quản lý thực tế hiện được phân chia như sau：
| Khu vực quản lý thực tế của Trung Hoa Dân quốc c1 | Khu vực quản lý thực tế của Trung Hoa Dân quốc c1                                                          | Khu vực quản lý thực tế của Trung Hoa Dân quốc c1                                                          | Khu vực quản lý thực tế của Trung Hoa Dân quốc c1 |
| --- | --- | --- | --- |
| Trực hạt thị | Đài Bắc (Bắc) • Tân Bắc (Tân Bắc) • Đào Viên (Đào) • Đài Trung (Trung) • Đài Nam (Nam) • Cao Hùng (Cao) c2 | Đài Bắc (Bắc) • Tân Bắc (Tân Bắc) • Đào Viên (Đào) • Đài Trung (Trung) • Đài Nam (Nam) • Cao Hùng (Cao) c2 | Đài Bắc (Bắc) • Tân Bắc (Tân Bắc) • Đào Viên (Đào) • Đài Trung (Trung) • Đài Nam (Nam) • Cao Hùng (Cao) c2 |
| Tỉnh c3 | Đài Loan (Đài)                                                                                             | Thị | Cơ Long (Cơ) • Tân Trúc (Trúc thị) • Gia Nghĩa (Gia thị) |
| Tỉnh c3 | Đài Loan (Đài)                                                                                             | Huyện | Tân Trúc (Trúc huyện) • Miêu Lật (Miêu) • Chương Hóa (Chương) • Nam Đầu (Đầu) • Vân Lâm (Vân) • Gia Nghĩa (Gia huyện) • Bình Đông (Bình) • Nghi Lan (Nghi) c4 • Hoa Liên (Hoa) • Đài Đông (Đông) • Bành Hồ (Bành) |
| Tỉnh c3 | Phúc Kiến (Mân)                                                                                            | Huyện | Kim Môn (Kim) • Liên Giang (Mã) c5 |
| c1. "Khu vực tự do" chỉ phạm vi thống trị hữu hiệu của Chính phủ Trung Hoa Dân quốc sau triệt thoái đảo Đại Trần năm 1955. c2. Quần đảo Đông Sa, đảo Ba Bình cùng bãi Bàn Than thuộc Quần đảo Trường Sa thuộc quyền quản lý hành chính của khu Kỳ Tân, Cao Hùng. c3. Trên thực tế cấp tỉnh trở thành cơ quan mang tính danh nghĩa, chủ tịch tỉnh những năm gần đây đều do quan viên Hành chính viện kiêm nhiệm. c4. Quần đảo Senkaku (Điếu Ngư Đài) được quy thuộc trấn Đầu Thành của huyện Nghi Lan, song tồn tại tranh chấp chủ quyền với Nhật Bản và Trung Quốc đại lục, không nắm quyền quản lý thực tế. c5. Phạm vi quản lý của huyện Liên Giang chỉ gồm quần đảo Mã Tổ, do vậy thường gọi là Mã Tổ. | | | |

### Quan hệ ngoại giao và vị thế chính trị

Quan hệ đối ngoại của Trung Hoa Dân Quốc:
Khu vực khống chế thực tế của Trung Hoa Dân Quốc.
Quốc gia thiết lập quan hệ ngoại giao đồng thời có đại sứ quán với Trung Hoa Dân Quốc.
Quốc gia thiết lập quan hệ ngoại giao song chưa có đại sứ quán với Trung Hoa Dân Quốc.
Quốc gia tuy chưa thiết lập quan hệ ngoại giao song có cơ cấu đại diện.

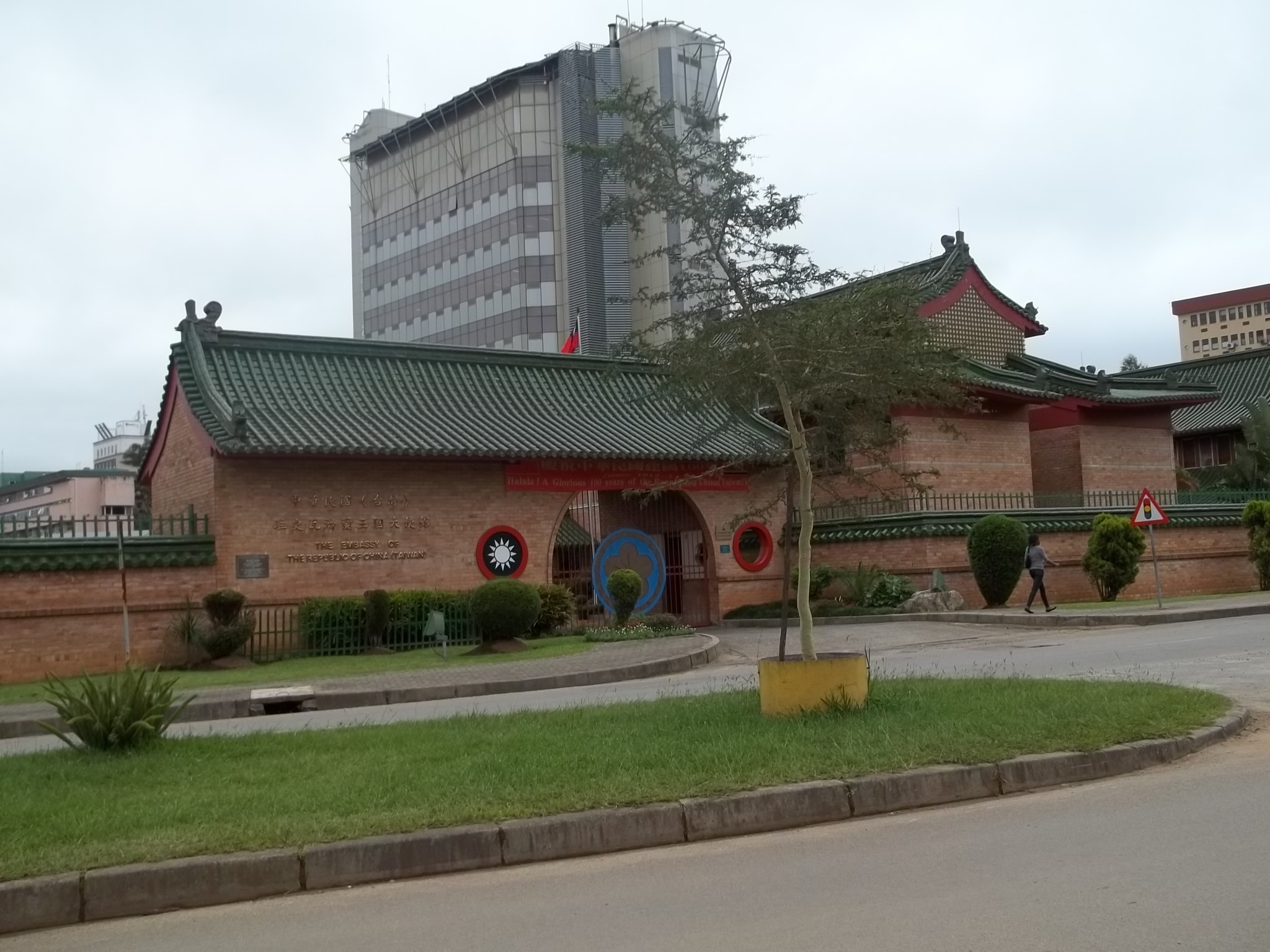
Đại sứ quán Trung Hoa Dân Quốc tại Eswatini.

Hiện tại, vị thế chính trị của Trung Hoa Dân quốc đang tồn tại nhiều tranh luận, bắt nguồn từ quan hệ hai bờ eo biển Đài Loan. Sau khi chính phủ Trung Hoa Dân quốc rút đến Đài Loan đã nhiều lần chiếu theo hiến pháp, chủ trương rằng bản thân là chủ nhân hợp pháp duy nhất và có chủ quyền hoàn toàn đối với toàn bộ khu vực Trung Quốc. Tuy vậy, kể từ năm 1992 trở đi, chính phủ Trung Hoa Dân quốc quyết định không còn đưa "phản công Đại lục" vào làm mục tiêu chính trị nữa, các vấn đề lãnh thổ theo hiến pháp sau đó tiếp tục gây ra nhiều sự tranh cãi, ngày nay, lập trường của chính phủ phụ thuộc chủ yếu vào liên minh chính trị cầm quyền. Tương tự chính phủ Trung Hoa Dân quốc, chính phủ Trung Quốc mặc dù cũng không kiểm soát được hết tất cả các vùng lãnh thổ dưới quyền tài phán của Trung Hoa Dân quốc trên thực tế, nhưng vẫn tự nhận là đại biểu hợp pháp duy nhất của toàn bộ lãnh thổ Trung Quốc, đơn phương coi Đài Loan là một tỉnh, đưa ra yêu cầu "thu hồi" Đài Loan tương tự như với các trường hợp của Hồng Kông và Ma Cao, đồng thời biểu thị sẽ sẵn sàng sử dụng đến vũ lực nếu như nước này thất bại trong việc ngăn cản Đài Loan tuyên bố độc lập bằng các biện pháp đối thoại, đàm phán hoặc không thể thống nhất trong hòa bình.
Nhiều quốc gia và tổ chức trên thế giới, do sức ép ngoại giao từ phía chính quyền Trung Quốc nên không công nhận chính thức Đài Loan là một quốc gia độc lập. Tuy vậy, hầu hết các quốc gia trên thế giới hiện nay vẫn đã và đang duy trì mối quan hệ chính trị, thương mại, ngoại giao, kinh tế,... song phương thực tế với Đài Loan, dù cho không phải dưới hình thức quan hệ ngoại giao chính thức.
Năm 1945, Trung Hoa Dân Quốc tham gia sáng lập Liên Hợp Quốc, đồng thời với danh nghĩa "Trung Quốc" đảm nhiệm vị trí thành viên thường trực Hội đồng Bảo an Liên Hợp Quốc. Sau khi chính phủ dời sang Đài Loan vào năm 1949, các quốc gia khối phương Tây vẫn duy trì quan hệ song phương. Tuy nhiên, sau khi Đại hội đồng Liên Hợp Quốc thông qua Nghị quyết 2758 vào ngày 25 tháng 10 năm 1971, qua đó Trung Quốc nhận được quyền đại diện cho "Trung Quốc" tại Liên Hợp Quốc, trong khi việc tranh thủ "quyền đại biểu song trùng" không có kết quả, Trung Hoa Dân Quốc tuyên bố rút khỏi Liên Hợp Quốc. Chịu ảnh hưởng của áp lực ngoại giao, trong thập niên 1970 có rất nhiều quốc gia thừa nhận Trung Quốc, đồng thời theo nguyên tắc "một Trung Quốc" mà đoạn tuyệt quan hệ ngoại giao với Trung Hoa Dân Quốc. Hiện tại, do mất tư cách thành viên Liên Hợp Quốc, thiếu thừa nhận ngoại giao quy mô lớn và các yếu tố khác, địa vị chính trị và pháp luật của Trung Hoa Dân Quốc tồn tại tranh luận.
Tính đến ngày 09 tháng 12 năm 2021 có 14 quốc gia thành viên Liên Hợp Quốc và Vatican đặt quan hệ ngoại giao với Đài Loan, các quốc gia bang giao của Trung Hoa Dân Quốc gồm: 4 quốc gia châu Đại Dương là Nauru, Palau, Quần đảo Marshall và Tuvalu; 9 quốc gia Mỹ Latinh-Caribe là Belize, Honduras, Haiti, Nicaragua, Paraguay, Saint Kitts và Nevis, Saint Lucia và Saint Vincent và Grenadines; một quốc gia châu Phi là Eswatini, cùng với Thành Vatican tại châu Âu. Các quốc gia duy trì quan hệ ngoại giao chính thức với Trung Hoa Dân Quốc, hầu hết đặt cơ cấu đại diện ngoại giao tại Đài Bắc. Quốc gia gần đây nhất cắt đứt quan hệ ngoại giao với Đài Loan chính là Nicaragua vào ngày 09/12/2021. Bộ Ngoại giao Nicaragua khẳng định trong tuyên bố rằng: "Trung Quốc là chính phủ hợp pháp duy nhất đại diện cho toàn bộ Trung Quốc. Đài Loan là một phần lãnh thổ của Trung Quốc". Có hơn 60 quốc gia tuy đoạn tuyệt quan hệ ngoại giao chính thức nhưng lấy danh nghĩa tổ chức quần chúng để thiết lập cơ cấu đại diện chính thức, duy trì quan hệ chính trị, thương mại và văn hóa, đồng thời xử lý công tác lãnh sự. Trung Hoa Dân Quốc thành lập các văn phòng đại diện kinh tế văn hóa Đài Bắc, phát triển ngoại giao thực chất và xúc tiến giao lưu phi chính thức, đồng thời làm cơ quan cung cấp phục vụ lãnh sự. Tuy nhiên, Trung Quốc đoạn tuyệt quan hệ ngoại giao với các nước bang giao của Trung Hoa Dân Quốc, và yêu cầu nước bang giao của mình ủng hộ chủ trương "một Trung Quốc". Chịu ảnh hưởng từ chính sách "một Trung Quốc", rất nhiều tổ chức quốc tế không nhìn nhận Trung Hoa Dân Quốc hoặc Đài Loan là quốc gia có chủ quyền.
Từ năm 1993 đến năm 2008, Trung Hoa Dân Quốc mỗi năm đều yêu cầu gia nhập Liên Hợp Quốc, song bị loại trừ tại Uỷ ban Tổng vụ Đại hội đồng Liên Hợp Quốc. Do chỉ được thừa nhận quốc tế hạn chế, Quỹ Dân chủ Đài Loan do chính phủ tài trợ lấy danh nghĩa "Đài Loan" gia nhập Tổ chức các Quốc gia và Dân tộc không được đại diện (UNPO), Bộ Ngoại giao Trung Hoa Dân Quốc cũng thêm chữ "TAIWAN" trên hộ chiếu. Đối diện với áp lực kéo dài về vấn đề chủ quyền, Trung Hoa Dân Quốc sử dụng các danh nghĩa như "Khu vực thuế quan đặc biệt Đài-Bành-Kim-Mã", "Trung Hoa Đài Bắc", "Đài Loan" gia nhập các tổ chức như Tổ chức Thương mại Thế giới, Diễn đàn Hợp tác Kinh tế châu Á - Thái Bình Dương, Ủy ban Olympic Quốc tế, đồng thời tích cực tham dự hoạt động của Tổ chức Hợp tác và Phát triển Kinh tế, Tổ chức Y tế Thế giới, Tổ chức Hàng không Dân dụng Quốc tế và các tổ chức khác của Liên Hợp Quốc.

#### Quan hệ hai bờ
Sau năm 1949, Trung Hoa Dân Quốc xúc tiến chính sách "phản cộng kháng Nga", có kế hoạch dùng vũ lực phản công Đại lục. Ngược lại chính phủ Đại lục do Đảng Cộng sản Trung Quốc lãnh đạo cũng có kế hoạch thu hồi Đài Loan trong năm 1950. Ngày 5/1/1950, Tổng thống Mỹ Truman công bố chính sách của Mỹ đối với Đài Loan như sau: "Nước Mỹ không có ý định dùng lực lượng vũ trang để can dự vào tình thế hiện nay. Chính phủ Mỹ không bao giờ thực hiện phương châm dẫn đến việc bị lôi cuốn vào cuộc nội chiến của Trung Quốc. Tương tự như vậy, Chính phủ Mỹ sẽ không cung cấp viện trợ quân sự hoặc cố vấn quân sự cho Đài Loan". Tuy nhiên, chiến tranh Triều Tiên nổ ra khiến Đại lục không thể thực hiện kế hoạch thu hồi Đài Loan còn Mỹ thay đổi chiến lược xem Đài Loan là một phần trong hệ thống phòng thủ chống Cộng của Mỹ và đặt Đài Loan dưới sự bảo vệ quân sự của Mỹ. Chính phủ Đài Loan tiếp tục tồn tại vì chính phủ Trung Quốc e ngại việc dùng vũ lực thu hồi Đài Loan sẽ dẫn đến một cuộc chiến Triều Tiên thứ hai, chi phí mà họ bỏ ra để thống nhất lãnh thổ sẽ lớn hơn lợi ích mà họ đạt được.

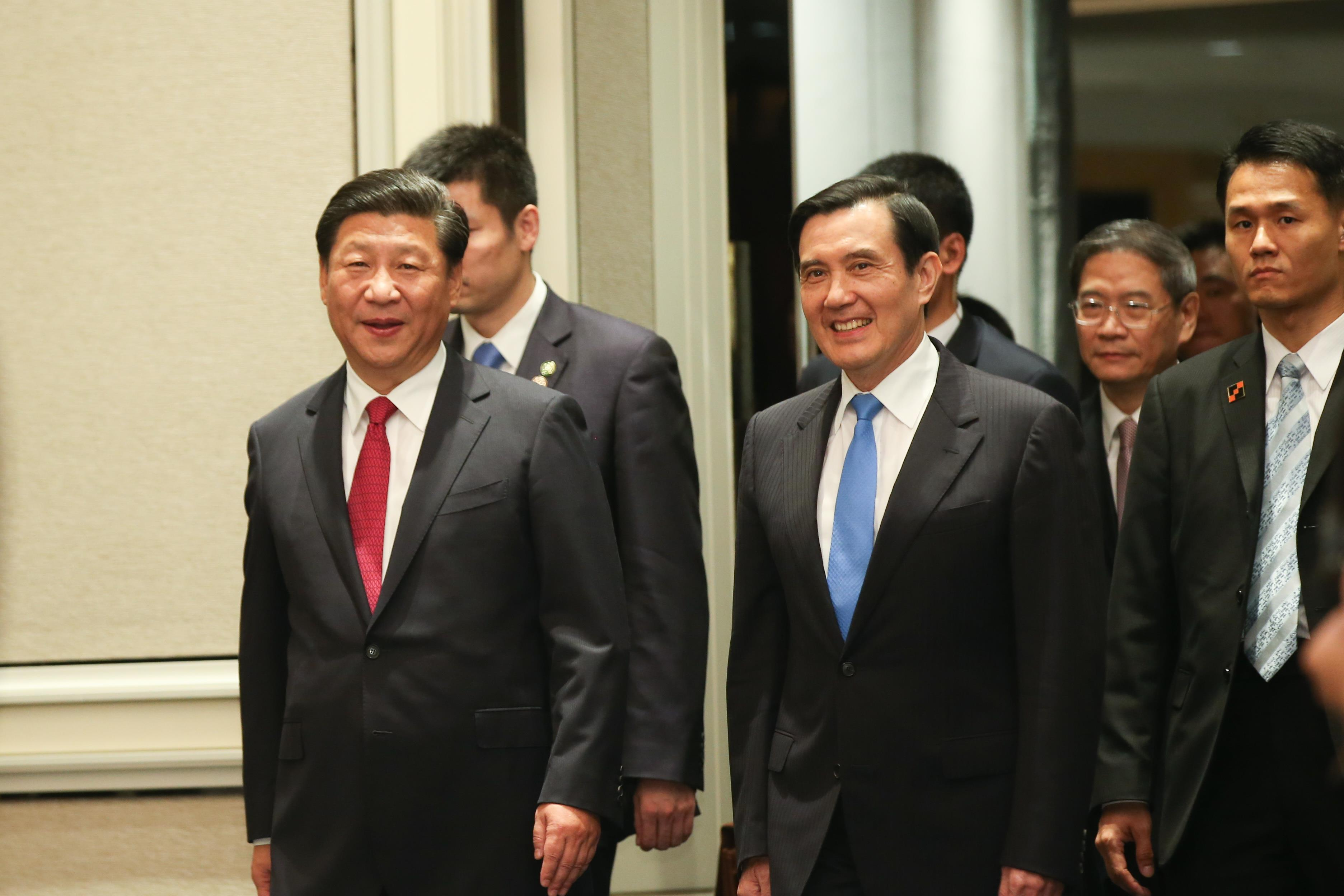
Năm 2015, tại Singapore, Mã Anh Cửu và Tập Cận Bình cử hành hội kiến lần đầu tiên giữa người lãnh đạo hai bờ eo biển Đài Loan, hai bên xác nhận tính trọng yếu của Nhận thức chung 1992.

Sau khi giải trừ giới nghiêm năm 1986, giao lưu kinh tế và văn hóa hai bờ eo biển Đài Loan ngày càng thường xuyên hơn, song chia cắt trong thời gian dài khiến rất nhiều thương gia Đài Loan gặp khó khăn. Năm 1991, chính phủ Lý Đăng Huy lập ra "Cương lĩnh Thống nhất Quốc gia", chủ trương lấy nguyên tắc "dân chủ, tự do, quân phú" thống nhất Trung Quốc. Sau khi Quốc dân đại hội có nghị quyết, Lý Đăng Huy tuyên bố kết thúc "động viên dẹp loạn", từ bỏ "phản công Đại lục". Tuy nhiên, do lo ngại phát triển kinh tế và chính trị song phương quá mật thiết, Lý Đăng Huy đề xuất chính sách "giới cấp dụng nhẫn" (không nóng vội). Sau khi Đảng Dân chủ Tiến bộ lên nắm quyền vào năm 2000, họ cũng lo ngại tương tác giữa hai bờ eo biển quá mật thiết, đồng thời vào năm 2006 đề xuất chính sách "tích cực quản lý, hữu hiệu khai phóng", giảm thiểu độ phụ thuộc vào kinh tế Trung Quốc. Trần Thủy Biển còn đề xuất chủ trương "mỗi bên một quốc gia", biểu thị bất kỳ quyết định nào về chủ quyền đều phải qua trình tự công dân đầu phiếu.
Năm 2008, sau khi Quốc dân đảng lên nắm quyền, chính phủ chuyển sang chính sách ngoại giao linh hoạt. Hai bên còn triển khai nhiều lần hội đàm cấp cao giữa hội giao lưu hai bờ của mỗi bên, đồng thời mở các chuyến bay thẳng định kỳ. Mã Anh Cửu còn đề xuất học thuyết quan hệ đặc thù không phải giữa hai quốc gia, chủ trương vấn đề chủ quyền không thể lập tức giải quyết, song đảng cầm quyền hai bên đồng ý lấy "Nhận thức chung 1992" làm biện pháp lâm thời. Năm 2012, Mã Anh Cửu đề xuất chủ trương "một quốc gia hai khu vực", làm cấu trúc cho công việc giữa hai bờ eo biển. Năm 2015, tại Singapore, Mã Anh Cửu và Tập Cận Bình lần đầu tiên tiến hành cuộc gặp gỡ giữa nhà lãnh đạo hai bên, hai bên xác nhận tính trọng yếu của "Nhận thức chung 1992". Chính phủ Thái Anh Văn không có phản ứng với Nhận thức chung 1992, đồng thời cho rằng Đài Loan là quốc gia dân chủ
Trung Quốc tuyên bố Trung Hoa Dân Quốc đã bị họ thay thế, đồng thời gọi chính phủ Trung Hoa Dân Quốc là "nhà đương cục Đài Loan", không có địa vị độc lập. Chính phủ Trung Quốc chủ trương chính sách một Trung Quốc, và bản thân là chính phủ hợp pháp duy nhất đại diện cho Trung Quốc; đồng thời trong thập niên 1980 đề xuất chính sách "một quốc gia, hai chế độ", chủ trương thực hiện thống nhất hòa bình, song cự tuyệt việc từ bỏ sử dụng vũ lực. "Luật chống ly khai quốc gia" năm 2005 nêu ra ba loại tình huống sẽ sử dụng vũ lực nhằm đảm bảo thống nhất

### Quân sự
Quốc quân Trung Hoa Dân Quốc có quy mô lớn và tiên tiến, phân thành ba quân chủng là lục quân, hải quân và không quân. Nhiệm vụ chủ yếu là phòng ngự Trung Quốc xâm lược, xem trọng phong tỏa trên biển, đột kích hàng không, hay tập kích đạn tự hành. Lục quân có truyền thống chiếm địa vị chủ đạo, song trọng điểm đang chuyển dịch sang không quân và hải quân, quyền khống chế quân đội do chính phủ dân sự quản lý. Trung Quốc Quốc dân Đảng tham khảo chế độ quân sự của Đảng Cộng sản Liên Xô để thành lập Quốc dân Cách mạng quân vào năm 1924, tiền thân của Quốc quân Trung Hoa Dân Quốc, dù là sau Bắc phạt hay sau khi thực thi hiến pháp thì quân đội và Quốc dân đảng đều tương quan mật thiết, các nhánh quân sự, công nghiệp vũ khí, đơn vị nghiên cứu từ năm 1948 đến 1949 theo chính phủ dời đến Đài Loan. Do vậy, rất nhiều tướng lĩnh cấp cao trước đây ủng hộ "phiếm Lam", song sau khi các tướng lĩnh này về hưu, đồng thời có thêm nhiều người bản địa tham gia phục dịch, khuynh hướng chính trị của quân đội dần hướng đến quốc gia hóa và trung lập hành chính.
Từ năm 1997 trở đi, chính phủ thực thi tinh giản binh lực, số lượng nhân viên quân sự giảm từ 450.000 năm 1997 xuống còn 380.000 vào năm 2001. Năm 2009, số binh sĩ tại ngũ ước tính là khoảng 300.000 người. Tuy nhiên, vào năm 2005, số lượng quân nhân dự bị lên đến 3,6 triệu người. Chính phủ yêu cầu nam giới từ đủ 18 tuổi có tư cách phù hợp đều phải phục vụ binh dịch, song cũng có các phương án thay thế như phục vụ cơ quan chính phủ hoặc xí nghiệp quốc phòng. Quân đội đang có kế hoạch chuyển sang chế độ tình nguyện toàn diện, thời gian phục dịch giảm từ 14 xuống 12 tháng. Sau khi thất bại trong nội chiến vào năm 1949, chính phủ di dời Học viện Sĩ quan Lục quân, Học viện Sĩ quan Hải quân và Học viện Sĩ quan Không quân lần lượt đến Phượng Sơn, Cương Sơn và Tả Doanh đều thuộc Cao Hùng.
Mặc dù rất nhiều quốc gia châu Á không ngừng giảm thiểu ngân sách quốc phòng, Trung Hoa Dân Quốc không giảm thiểu chi tiêu liên quan; tiếp tục nhấn mạnh hiện đại hóa năng lực phòng ngự và tiến công; đồng thời triển khai quân sự ở mức độ nhất định. Chiến lược của Bộ Quốc phòng Trung Hoa Dân Quốc là tự tiến hành chống cự Trung Quốc xâm nhập hoặc phong tỏa, kiên trì đến khi Hoa Kỳ có phản ứng quân sự. Từ năm 2002 đến năm 2011, ngân sách quốc phòng là khoảng 250 tỷ đến 330 tỷ Đài tệ, chiếm 15,52% đến 19,51% tổng ngân sách trung ương. "Luật Quan hệ Đài Loan" của Hoa Kỳ có nội dung cung cấp vũ khí mang tính phòng ngự, đến nay Trung Hoa Dân Quốc đã mua từ Hoa Kỳ nhiều loại thiết bị quân sự, nhằm duy trì năng lực phòng ngự đầy đủ. Trong quá khứ, Pháp và Hà Lan từng bán vũ khí và thiết bị phần cứng quân sự cho Trung Hoa Dân Quốc, song đình chỉ sau thập niên 1990 do áp lực từ Trung Quốc.

## Kinh tế

### Tình hình phát triển

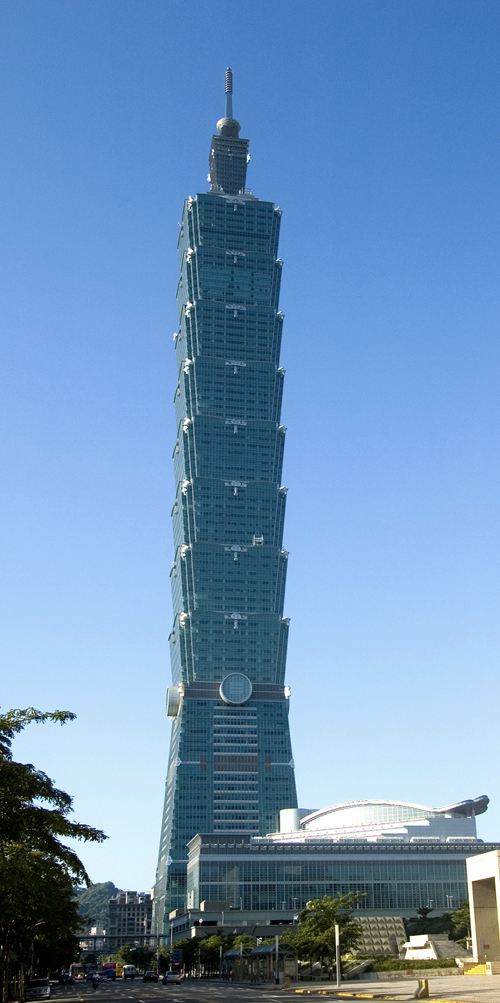
Đài Bắc 101 là tòa nhà cao nhất thế giới từ năm 2004 đến năm 2010

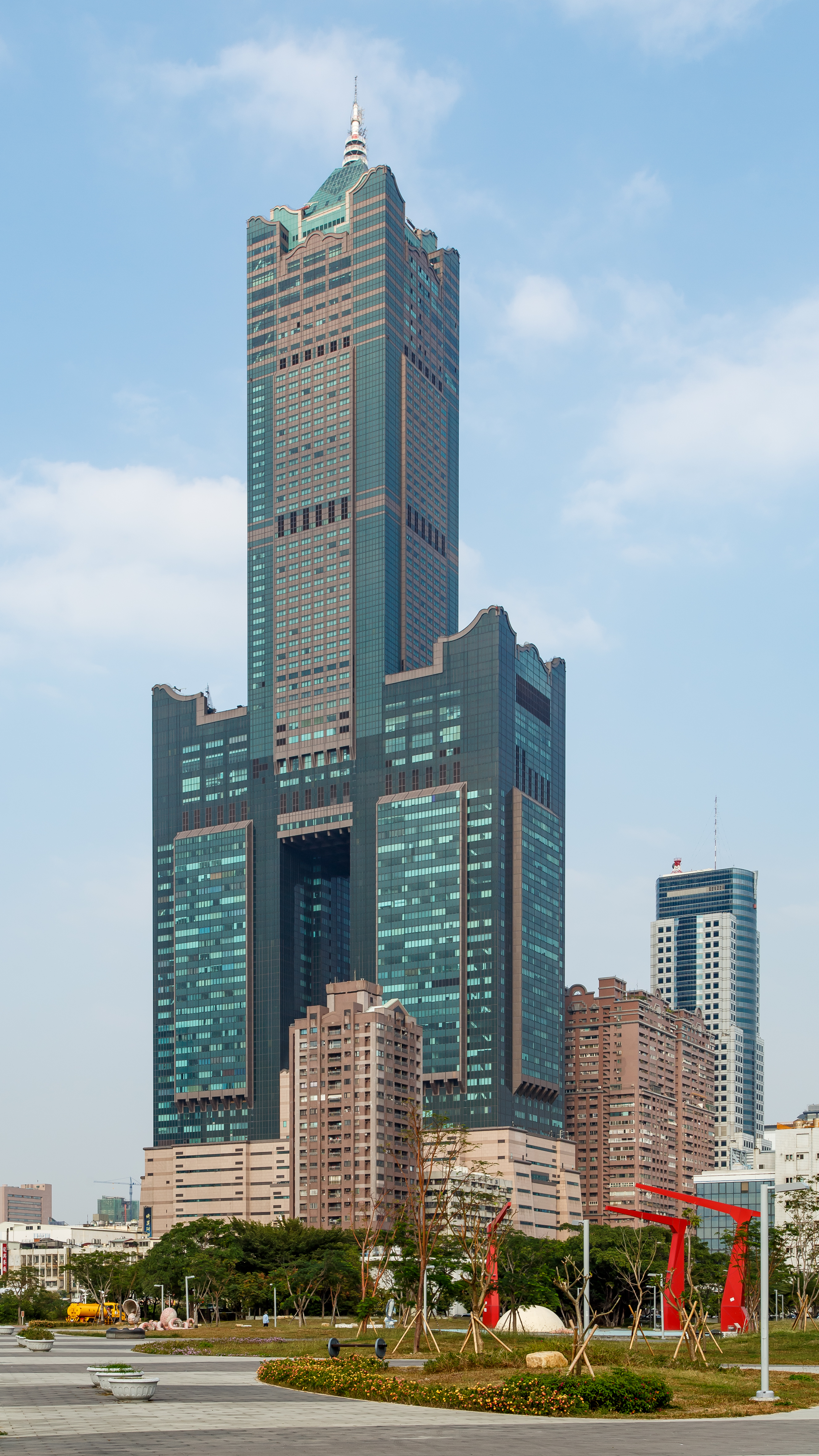
Tuntex Sky tại Cao Hùng là tòa nhà cao thứ hai tại Đài Loan

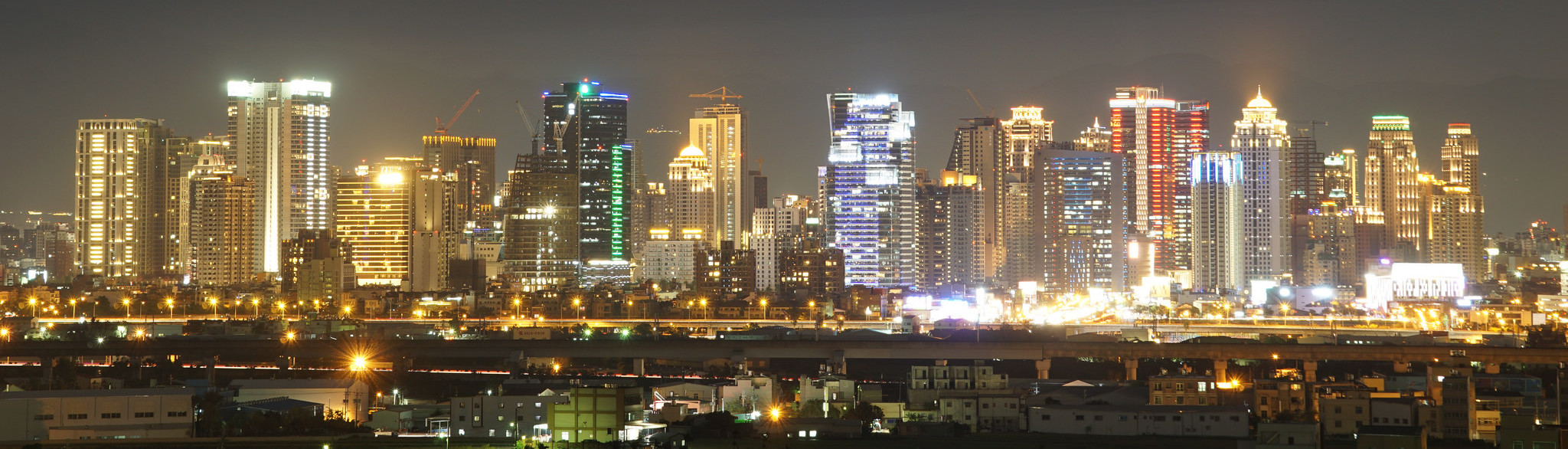
Quang cảnh thành phố Đài Trung

Sau khi dời sang Đài Loan vào năm năm 1949, Chính phủ Trung Hoa Dân Quốc đề xuất nhiều kế hoạch kinh tế, trong thập niên 1960 phát triển thành nền kinh tế tư bản chủ nghĩa định hướng xuất khẩu. Ngày nay, chính phủ dần giảm thiểu can dự vào đầu tư và ngoại thương, một số ngân hàng quốc hữu và doanh nghiệp quốc doanh liên tục được tư hữu hóa. Năm 2014, tổng sản phẩm quốc nội đạt 523,567 tỷ USD, GDP/người đạt 22.317 USD. Chấp hành chính sách, xuất khẩu thương phẩm, đầu tư sản xuất trở thành động lực chủ yếu của cải cách sản xuất, sản phẩm cơ giới công nghiệp là mặt hàng xuất khẩu lớn nhất. Xuất siêu khổng lồ khiến dự trữ ngoại hối của Đài Loan chỉ đứng sau Trung Quốc, Nhật Bản và Nga (2014), dự trữ ngoại hối cuối tháng 7 năm 2015 là 421,96 tỷ USD. Đài Loan cùng với Hồng Kông, Hàn Quốc và Singapore được xếp vào nhóm Bốn con rồng châu Á. Năm 2014, GDP bình quân đầu người theo sức mua tương đương của Đài Loan là 45.853,742 USD, xếp thứ 19 thế giới.
Năm 2015, Báo cáo cạnh tranh toàn cầu của Diễn đàn Kinh tế thế giới xếp Đài Loan ở vị trí thứ 14. Căn cứ theo thống kê của Bộ Tài chính Trung Hoa Dân Quốc, năm 2014 tổng kim ngạch xuất nhập khẩu đạt 588,07 tỷ USD, tổng kim ngạch xuất khẩu và nhập khẩu lần lượt là 313,84 tỷ USD và 274,23 tỷ USD. Sản xuất nông nghiệp chiếm tỷ lệ 32,1% GDP vào năm 1952, và giảm xuống còn 1,7% vào năm 2013. Không giống các quốc gia như Hàn Quốc hay Nhật Bản, kinh tế Đài Loan chủ yếu là doanh nghiệp vừa và nhỏ, thay vì các tập đoàn quy mô lớn. Đài Loan nhập khẩu nhiều nhất từ Trung Quốc, Nhật Bản, Hoa Kỳ, Ả Rập Xê Út và Hàn Quốc, các quốc gia Đài Loan xuất khẩu nhiều nhất là nước Cộng hòa Nhận dân Trung Hoa, Hồng Kông, Hoa Kỳ, Nhật Bản và Singapore, các đối tác mậu dịch chủ yếu khác là Malaysia, Đức, Úc, Indonesia, Philippines, Việt Nam, Thái Lan.
Năm 2008, Đài Loan đầu tư sang Trung Quốc hơn 150 tỷ USD, ước tính có 50.000 thương gia, và một triệu doanh nhân Đài Loan cùng thành viên gia đình định cư tại Trung Quốc đại lục. Nhằm giảm giá thành sản xuất, rất nhiều ngành công nghiệp chế tạo và công nghiệp thâm dụng lao động chuyển dời từ Đài Loan sang Trung Quốc đại lục và Đông Nam Á, gây ra tình trạng phi công nghiệp hóa. Tình trạng này khiến tỷ lệ thất nghiệp đạt mức cao nhất kể từ khủng hoảng dầu mỏ, từ năm 2000 đến năm 2008 tỷ lệ thất nghiệp bình quân vượt quá 4%

### Giao thông vận tải

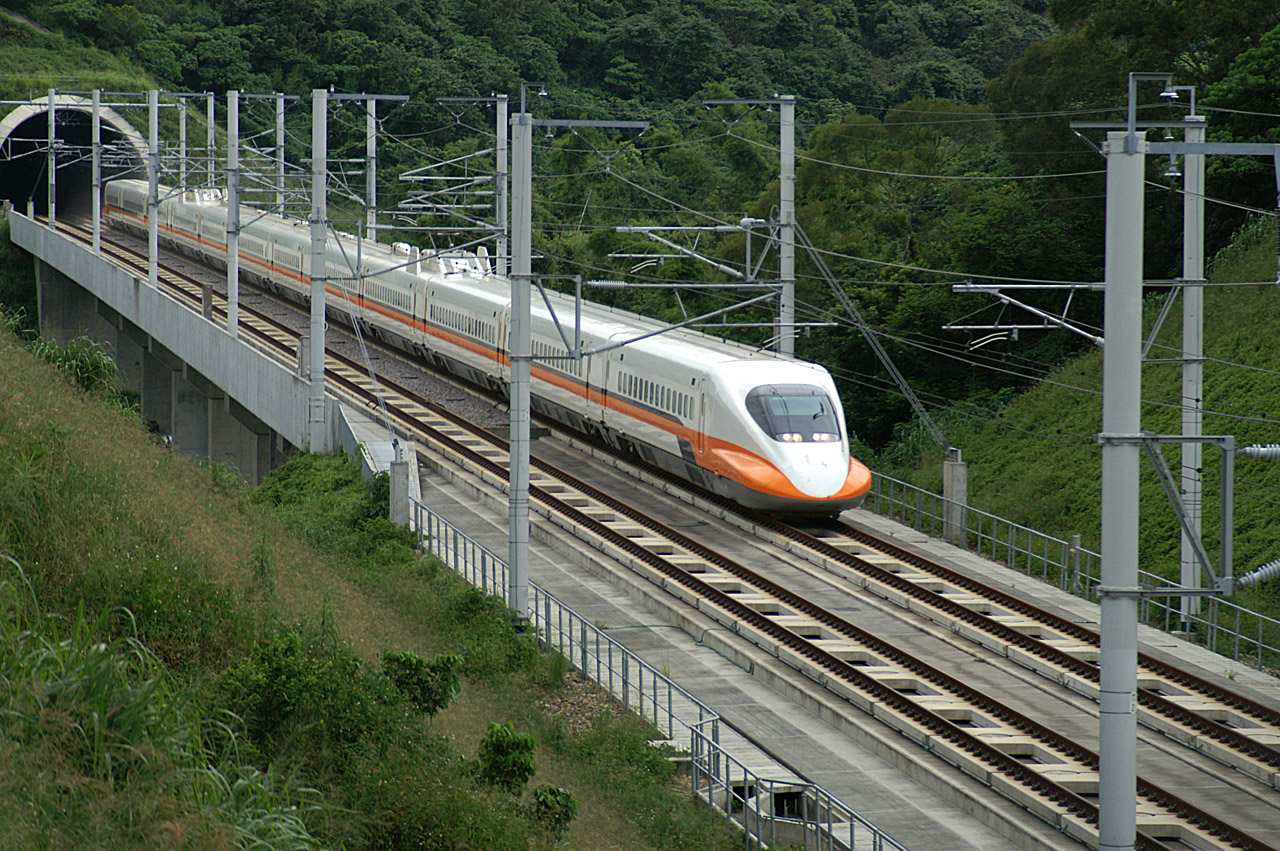
Đường sắt cao tốc Đài Loan khánh thành năm 2007.

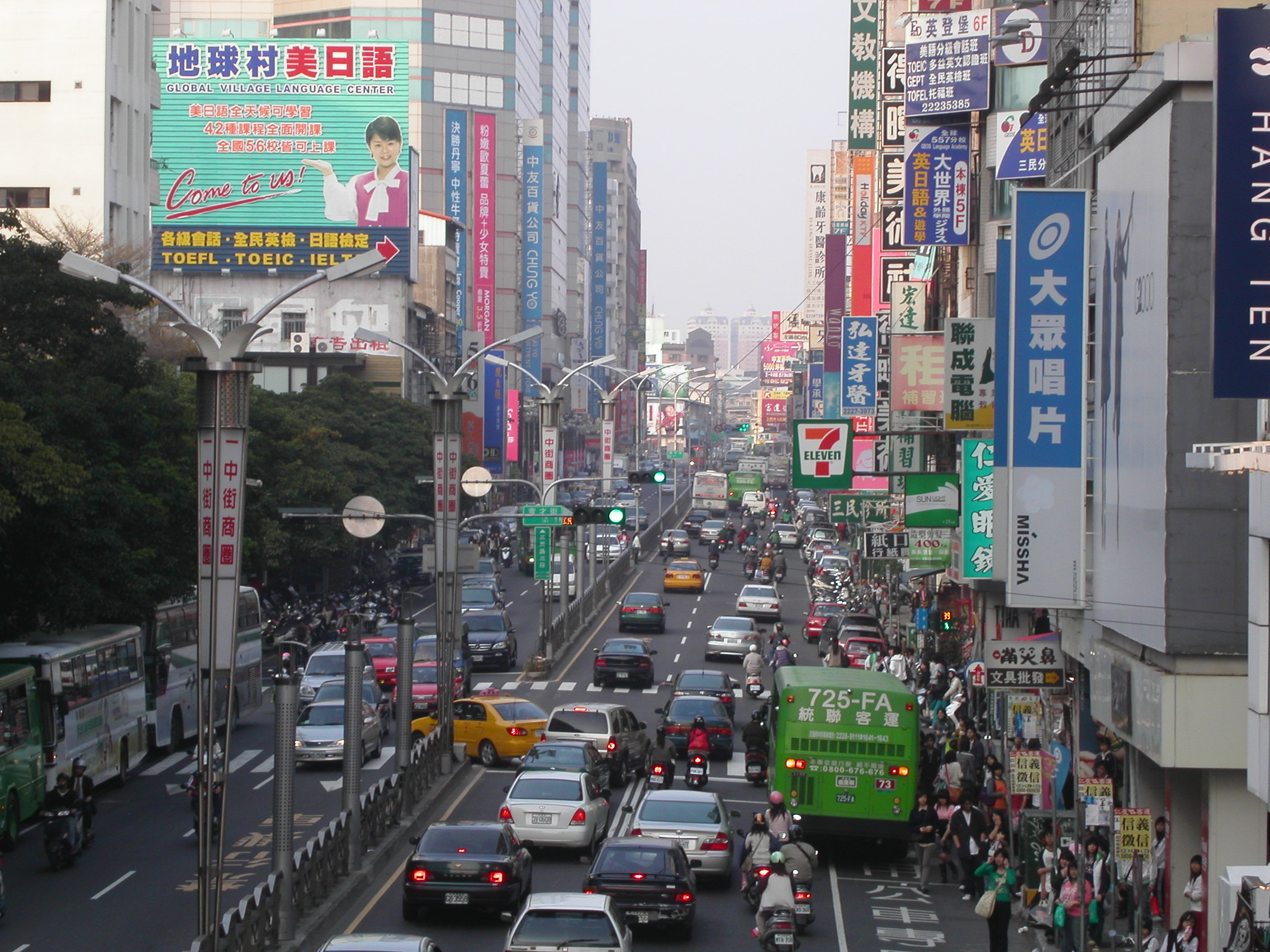
Tuyến đường Tam Dân đông đúc tại Đài Trung.

Bộ Giao thông Trung Hoa Dân Quốc chịu trách nhiệm về mạng lưới giao thông quy mô lớn tại Đài Loan, Sở Nghiên cứu Vận tải thuộc bộ này được lập ra nhằm giải quyết tình trạng ùn tắc giao thông. Hệ thống công lộ của Trung Hoa Dân Quốc theo quy định phân thành quốc đạo, tỉnh đạo, thị đạo, huyện đạo, khu đạo và hương đạo, ngoài ra còn có công lộ chuyên dụng. Hệ thống công lộ và cầu trên đảo Đài Loan tổng cộng dài khoảng 47.000 km, đại bộ phận tập trung tại khu vực miền tây phát triển hơn. Hai tuyến đường dài nhất đều liên kết miền bắc và miền nam Đài Loan, lần lượt là Công lộ cao tốc Trung Sơn thông xe năm 1978 và dài 373 km, Công lộ cao tốc Formosa thông xe năm 1997 và dài 432 km. Ngoài ra, khu vực phát triển tại miền đông cũng có tuyến đường có thể đi với tốc độ cao, từ Đài Bắc đến huyện Nghi Lan có đường hầm Tuyết Sơn và Công lộ cao tốc Tương Vị Thủy.
Trên lĩnh vực vận tải công cộng, các địa phương lập điểm phục vụ xe buýt đường dài trên quy mô lớn, trong năm 2008 ước tính có 7.200 lượt phục vụ xe buýt đường dài. Cục Quản lý Đường sắt Đài Loan quản lý một mạng lưới đường sắt dày đặc, hệ thống vận tải đường sắt ước tính dài khoảng 1.066,6 km. Căn cứ thống kê năm 2013, số lượt người sử dụng mạng lưới đường sắt của cục hàng ngày là 622.705. Tháng 1 năm 2007, chính phủ ủy thác Công ty Đường sắt cao tốc Đài Loan kinh doanh hệ thống đường sắt cao tốc Đài Loan dài 345 km. Đường sắt cao tốc rút ngắn thời gian đi lại giữa các đô thị lớn, thời gian di chuyển giữa Đài Bắc và Cao Hùng giảm chỉ còn 90 phút, năm 2013 có tổng cộng 47,49 triệu lượt người đi đường sắt cao tốc. Đại đô thị Đài Bắc và khu vực đô thị của Cao Hùng có hệ thống tàu điện ngầm, các hệ thống tàu điện ngầm tại Đài Trung và Đào Viên đang được xây dựng.
Trên đảo Đài Loan có 7 thương cảng trọng yếu, 5 cảng vận chuyển quốc tế chủ yếu là cảng Cơ Long, cảng Tô Áo, cảng Đài Trung, cảng Cao Hùng và cảng Hoa Liên; chính phủ lập khu cảng mậu dịch tự do tại cảng Tô Áo, cảng Đài Bắc, cảng Đài Trung, cảng An Bình và cảng Cao Hùng. Đến cuối năm 2013, tổng cộng 72 cảng có hoạt động kinh doanh, lượng hàng hóa và giá trị lần lượt đạt 14,093 triệu tấn và 501,75 tỷ USD, cảng Cao Hùng là cảng lớn nhất Đài Loan và đứng thứ 13 thế giới về số lượng container (2012). Các sân bay quốc tế chủ yếu của Đài Loan là sân bay Tùng Sơn Đài Bắc, sân bay Đào Viên Đài Loan, sân bay Thanh Tuyền Cương Đài Trung, sân bay quốc tế Cao Hùng. Năm 2013, tổng cộng có 63 công ty hàng không khai thác các chuyến bay đi và đến Đài Loan, China Airlines và EVA Air nằm trong các hãng chủ yếu có đường bay quốc tế. Ngoài ra còn có 15 sân bay quốc nội, liên kết giao thông với các đảo, song lượt vận chuyển hành khách quốc nội bằng máy bay giảm đáng kể từ sau khi Đường sắt cao tốc Đài Loan hình thành.

### Công ích
Công ty Điện lực Đài Loan đảm nhiệm công tác phát điện, truyền tải điện, điều độ điện của hệ thống cung cấp điện. Công ty này cũng kinh doanh 78 nhà máy phát điện, trong đó có 39 nhà máy thủy điện, 27 nhà máy nhiệt điện, 3 nhà máy điện hạt nhân, và 9 nhà máy phong điện, ngoài ra công ty còn mua điện năng của một số doanh nghiệp tư nhân. Cơ quan Nước Đài Bắc phụ trách cung ứng nước cho khu vực Đài Bắc, Công ty Nước Đài Loan phụ trách cung ứng nước cho các khu vực còn lại. Công ty Bưu chính Trung Hoa thành lập vào năm 2003 cung cấp dịch vụ bưu chính, tiền thân của công ty là Tổng cục Bưu chính thuộc Bộ Giao thông
Cho đến trước năm 1996, Chunghwa Telecom là công ty duy nhất cung ứng dịch vụ điện tín, sau đó bắt đầu có doanh nghiệp tư nhân tiến vào thị trường này, hiện các đối thủ lớn nhất của Chunghwa Telecom trên thị trường là FarEasTone và Taiwan Mobile. Chunghwa Telecom cũng đã chuyển hướng từ doanh nghiệp quốc doanh sang tư hữu hóa, trong năm 2014 có 35,29% cổ phần của công ty thuộc sở hữu của chính phủ. Đài Loan là một trong số các quốc gia châu Á tích cực phát triển công nghệ Internet, đến cuối năm 2008 có trên 7 triệu hộ sử dụng kết nối mạng băng thông rộng.

### Khoa học kỹ thuật

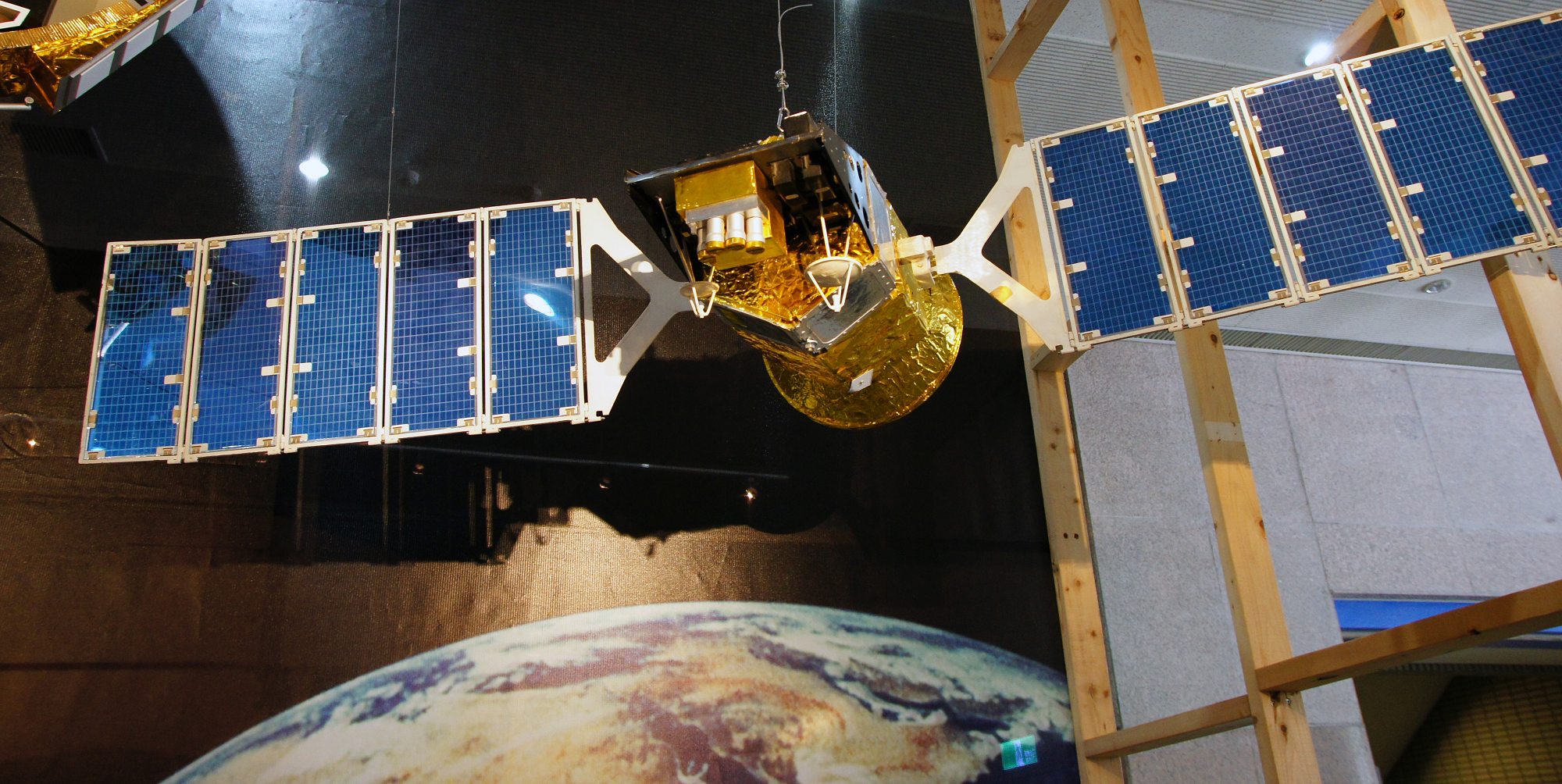
Vệ tinh Formosat-1.

Khi dời sang Đài Loan vào năm 1949, Chính phủ Trung Hoa Dân Quốc cũng mang theo nhân tài học thuật và khoa học kỹ thuật từ Trung Quốc đại lục, làm cơ sở cho phát triển khoa học kỹ thuật về sau. Qua nhiều năm phát triển, chiều hướng khoa học kỹ thuật Đài Loan có thể phân thành định hướng khoa học kỹ thuật nông nghiệp sản xuất hoa với đại biểu là lan hồ điệp, kỹ thuật chế tạo định hướng sản xuất truyền thống, khoa học kỹ thuật chuyển đổi mô hình với đại biểu là dệt, và tự thân ra sức phát triển sản xuất công nghệ cao như chất bán dẫn, thiết bị ngoại vi, khoa học kỹ thuật quang điện, truyền thông nổi danh trên thế giới. Ngoài ra, vào tháng 1 năm 1999, sau 10 năm phát triển kế hoạch không gian, Đài Loan hoàn thành phóng vệ tinh Formosat-1, qua đó Đài Loan thiết lập kỹ thuật không gian riêng, và thúc đẩy ngành công nghiệp trong nước phát triển năng lực linh kiện vệ tinh. Tuy nhiên, chịu ảnh hưởng từ tình trạng sản xuất chuyển dời ra hải ngoại, Đài Loan phải đối diện với các vấn đề như nâng cao năng suất lao động, phát triển kinh tế trở nên đa nguyên hơn, nâng cao năng lực nghiên cứu phát triển khoa học để doanh nghiệp lưu lại Đài Loan.
Từ năm 1980 trở đi, chính phủ thành lập các khu khoa học như Khu Công nghiệp Khoa học Tân Trúc, Khu Công nghiệp Khoa học Nam Bộ và Khu Công nghiệp Khoa học Trung Bộ, ra sức xúc tiến đầu tư trong và ngoài nước vào sản xuất công nghệ cao như vi mạch, máy tính, hy vọng có thể thay thế công nghiệp truyền thống bằng công nghiệp tập trung kỹ thuật cao tiêu hao ít năng lượng, ô nhiễm thấp, giá trị gia tăng cao. Ngày nay, công nghệ cao trở thành huyết mạch kinh tế trọng yếu của Đài Loan, rất nhiều công ty tiếp tục phát triển thị trường của mình từ Đài Loan ra toàn cầu, như Acer và Asus sản xuất máy tính cá nhân, HTC sản xuất điện thoại di động, doanh nghiệp công nghiệp điện tử Foxconn. Tháng 5 năm 2009, chính phủ tuyên bố trong tương lai chuyển từ chú trọng công nghiệp công nghệ thông tin, chất bán dẫn, truyền thông, bảng điều khiển sang phát triển sáu ngành công nghiệp mới nổi là nông nghiệp thông minh, công nghệ sinh học, chăm sóc y tế, du lịch lữ hành, năng lượng xanh và sáng tạo văn hóa..

## Nhân khẩu

### Phân bổ quần thể

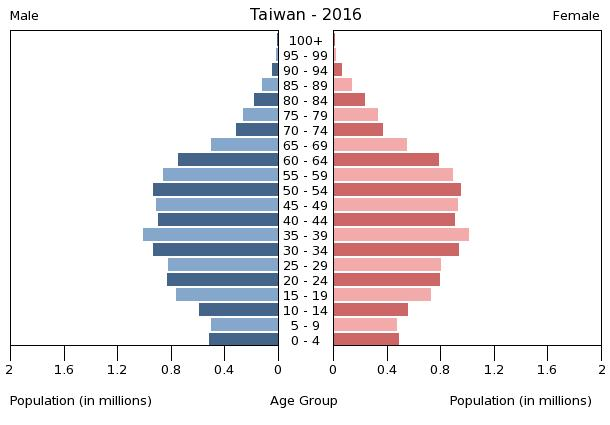
Tháp dân số Đài Loan năm 2016

Người dân có quốc tịch Trung Hoa Dân Quốc bình thường theo thông tục thông thường được nhận "thẻ thân phận quốc dân Trung Hoa Dân Quốc", hộ chiếu, và các giấy chứng minh khác do chính phủ cấp. Người chưa đủ 14 tuổi chưa được cấp thẻ, dựa vào hộ khẩu để chứng minh thân phận. Theo thống kê năm 2013 của Bộ Nội chính Trung Hoa Dân Quốc, toàn bộ nhân khẩu là khoảng 23,37 triệu người, trong đó 59,92% tập trung tại các thành phố trực thuộc trung ương; mật độ dân số là 646 người/km², chỉ sau Bangladesh trong số các quốc gia có dân số từ 10 triệu trở lên. Cư dân chủ yếu cư trú trên đảo Đài Loan, đông nhất là tại đồng bằng miền tây Đài Loan. Ngoài ra, còn có 103.263 người cư trú tại quần đảo Bành Hồ, 135.114 người cư trú tại quần đảo Kim Môn và 12.595 người cư trú tại quần đảo Mã Tổ (cuối tháng 12 năm 2016), ngoài ra còn có vài chục nghìn công dân không có hộ tịch tại Đài Loan.
Thành phần dân tộc hiện nay của Trung Hoa Dân Quốc: 98% là người có nguồn gốc từ Trung Quốc đại lục, khoảng 2% là thổ dân Đài Loan nói ngôn ngữ Nam Đảo. Trong số kể trên thì 84% người Trung Quốc là hậu duệ của những di dân ban đầu từ Trung Quốc đại lục, cư trú tại Đài Loan trước 1949 gọi là "bản tỉnh nhân". Cộng đồng này từ thế kỷ XVII bắt đầu di cư từ khu vực Đông Nam Trung Quốc, có thể phân thành: nhóm dân Mân Nam chiếm 70% tổng nhân khẩu có nguồn gốc từ duyên hải miền nam tỉnh Phúc Kiến, nhóm dân Khách Gia chiếm 13,5% tổng nhân khẩu có nguồn gốc từ khu vực ngoại vi của tỉnh Quảng Đông. 14% dân số di cư từ các tỉnh tại Trung Quốc đại lục sau khoảng tầm năm 1949, theo chính phủ Trung Hoa Dân Quốc dời sang Đài Loan, gọi là "ngoại tỉnh nhân", trong số đó có nhóm dân Phúc Châu về sau chủ yếu cư trú tại quần đảo Mã Tổ.

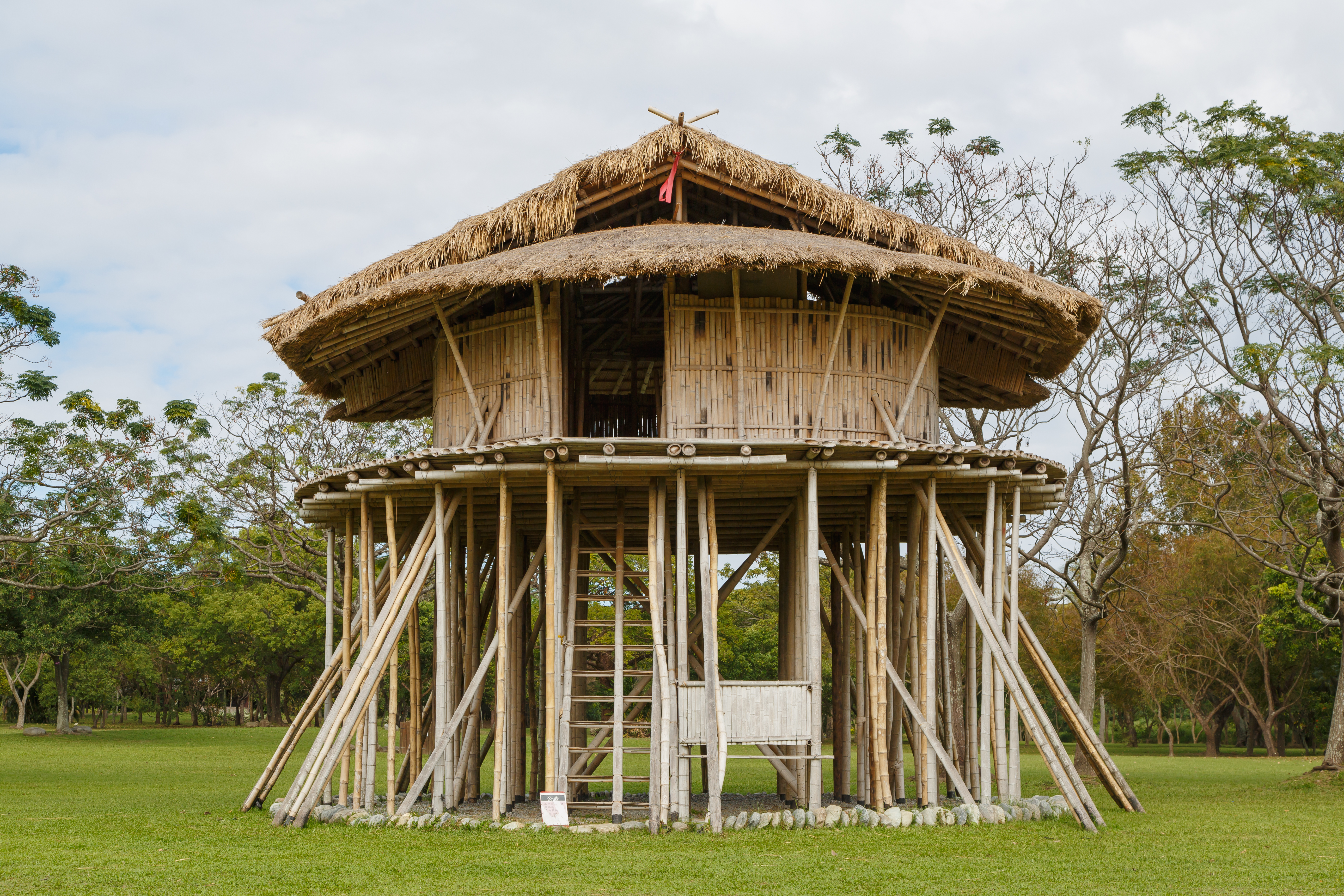
Nhà truyền thống để giáo dục thiếu niên của người Puyuma.

Thổ dân Đài Loan chiếm 2,33% tổng nhân khẩu, với số lượng 546.698 người, họ được chính phủ phân thành 16 dân tộc chủ yếu. Trong đó, các dân tộc Amis, Atayal, Bunun, Kavalan, Paiwan, Puyuma, Rukai, Saisiyat, Sakizaya, Seediq, Thao, Truku, Tsou, Saaroa, Kanakanavu cư trú về phía đông của đồng bằng miền tây Đài Loan, còn dân tộc Yami cư trú trên đảo Lan Tự.
Ngoài ra, sau khi phát triển giao lưu hai bờ và quốc tế hóa, Trung Hoa Dân Quốc(Đài Loan)hiện có khoảng tầm vài chục nghìn phối ngẫu với người dân tộc ở tại bên Trung Quốc,khoảng tầm hơn 100 nghìn phối ngẫu ngoại quốc cùng với 300 nghìn lao công ngoại quốc, tổng số nhân khẩu ngoại tịch ước tính là khoảng 562 nghìn người. Trong cộng đồng mới này, có khoảng 434 nghìn người đến từ nơi khu vực Đông Nam Á,khoảng 89 nghìn người đến từ 3 khu vực:Trung Quốc đại lục, Hồng Kông và Ma Cao . Ngày nay, Đài Loan dùng cụm từ "cư dân mới" để gọi những cô dâu lấy chồng Đài Loan thay cho cụm từ "cô dâu ngoại quốc", "người di dân".

### Ngôn ngữ
Do đại bộ phận nhân khẩu là người đến từ Trung Quốc đại lục, do đó chính phủ đưa tiếng Hán tiêu chuẩn hiện đại làm ngôn ngữ chính thức. Sau khi dời sang Đài Loan, một thời gian dài chính phủ quy định quốc ngữ dựa trên ngữ âm Bắc Kinh làm ngôn ngữ giảng dạy chủ yếu, đồng thời mở rộng truyền bá Trung văn chính thể làm hệ thống chữ viết, trong giáo dục cơ sở giảng dạy ngữ văn quốc ngữ chiếm thời gian nhiều nhất. Tuy vậy, dưới chính quyền của Đảng Dân tiến với chủ trương bản thể hóa Đài Loan đã có lúc đưa những ngôn ngữ bản địa để phổ biến và bảo tồn bằng luật bình đẳng ngôn ngữ.
Ngày nay Quốc ngữ Trung Hoa Dân Quốc và Trung văn chính thể vẫn là ngôn ngữ và văn tự dùng trong công văn pháp luật, giảng dạy, và chủ yếu trong truyền thông. Tuy nhiên, cộng đồng Mân Nam ngoài tiếng Hán tiêu chuẩn hiện đại còn có tiếng mẹ đẻ là tiếng Đài Loan hoặc thông hiểu nhất định ngôn ngữ này, cộng đồng Khách Gia cũng thường đàm thoại bằng tiếng Khách Gia Đài Loan. Tuyệt đại bộ phận "ngoại tỉnh nhân" sử dụng tiếng Hán tiêu chuẩn hiện đại để giao tiếp, song đại đa số cư dân huyện Liên Giang và hương Ô Khâu có tiếng mẹ đẻ tương ứng là tiếng Phúc Châu và tiếng Phủ Tiên. Thổ dân Đài Loan nguyên sử dụng ngữ hệ Nam Đảo, song số lượng biết sử dụng ngôn ngữ tổ tiên ngày càng giảm, trong khi tỷ lệ sử dụng tiếng Hán tiêu chuẩn hiện đại tăng lên. Hiện nay, trong số 14 ngôn ngữ thổ dân còn tồn tại, có 5 ngôn ngữ được nhận định gặp nguy hiểm tuyệt diệt.
Theo luật bảo vệ bình đẳng ngôn ngữ trong vận tải công cộng, tiếng Mân Nam, tiếng Khách Gia, tiếng Thổ Dân Đài Loan và tiếng Phúc Châu cùng Quốc ngữ Trung Hoa Dân Quốc có địa vị bình đẳng. Phương tiện vận tải công cộng gia tăng truyền thanh bằng tiếng Mân Nam và tiếng Khách Gia, ngoài ra còn thêm tiếng thổ dân và tiếng Phúc Châu tùy theo đặc điểm địa phương. Căn cứ điều tra nhân khẩu năm 2010, số lượng nhân khẩu thường trú từ 6 tuổi trở lên sử dụng Quốc ngữ và tiếng 'Mân Nam' Đài Loan tại nhà lần lượt là 83,6% và 81,9%, 6.6% đối với tiếng Khách Gia và 1,4% đối với các ngôn ngữ thổ dân, song việc sử dụng tiếng Mân Nam, tiếng Khách Gia và tiếng thổ dân giảm thiểu cùng với độ tuổi. Sau khi dân chủ hóa xã hội và một số huyện thị thi hành giáo dục tiếng mẹ đẻ, chính phủ bãi bỏ hạn chế ngôn ngữ giảng dạy. Ủy ban Thi hành Quốc ngữ Bộ Giáo dục cũng chỉnh lý vấn đề bính âm tiếng mẹ đẻ và dùng chữ, đề xuất giảng dạy tiếng Mân Nam, tiếng Khách Gia và tiếng Thổ Dân, hy vọng các ngôn ngữ hoặc phương ngữ khác có thể dần hồi sinh thông qua giảng dạy. Ví dụ do bảo hộ sử dụng tiếng Phúc Châu, cấp tiểu học tại quần đảo Mã Tổ có thể thiết kế giảng dạy phương ngữ.
Chính quyền Đài Loan còn có dự định sẽ sớm đưa tiếng Anh trở thành ngôn ngữ chính thức thứ hai tại đây, nhằm tăng tính cạnh tranh quốc tế cho quốc gia này.

### Tôn giáo
Tôn giáo tại Đài Loan (2005)
Hiến pháp Trung Hoa Dân Quốc bảo vệ nhân dân được hưởng quyền lợi tự do tôn giáo và tiến hành nghi thức tín ngưỡng. Do ảnh hưởng từ quá trình di dân, truyền thống tín ngưỡng Phật giáo và Đạo giáo của người Hán trở nên thịnh hành và phát triển trong thời gian dài, các đạo Tin Lành, Công giáo La Mã, và Hồi giáo cũng có không ít tín đồ. Căn cứ điều tra nhân khẩu năm 2005, có 18.718.600 người (chiếm 81,3%) có tín ngưỡng tôn giáo, 14%-18% dân số không tín ngưỡng tôn giáo. Điều tra của chính phủ phân loại 26 tôn giáo, các tôn giáo đứng đầu là Phật giáo (8.086.000 người, chiếm 35,1% nhân khẩu), Đạo giáo (7.600.000 người, 33%), Nhất Quán đạo (810.000 người, 3,5%), Tin Lành (605.000 người, 2,6%) và Công giáo La Mã (298.000 người, 1,3%). "The World Factbook" của Cơ quan Tình báo Trung ương Hoa Kỳ thì cho rằng trên 93% nhân khẩu tin vào đa thần, kết hợp tôn giáo dân gian, Phật giáo Đại thừa, Nho giáo, sùng bái tổ tiên và Đạo giáo, có 4,5% nhân khẩu tin theo Tin Lành, Công giáo La Mã, ngoài ra có 2,5% dân chúng tin theo các tôn giáo khác như Hồi giáo.
Dân cư Đài Loan phổ biến tế bái Quan Thế Âm Bồ Tát, Thích Ca Mâu Ni, Bảo Sinh Đại Đế, Huyền Thiên Thượng đế, Ma Tổ, Ngọc Hoàng Thượng đế, Quan Thánh Đế Quân, Thành Hoàng, Thổ Thần..., dung hợp các tín ngưỡng Phật giáo, Đạo giáo. Hiện nay có gần 80% dân chúng tin theo tín ngưỡng dân gian Đài Loan, trên 50% thường tham dự các loại hình nghi lễ tôn giáo. Tư tưởng Nho giáo do Khổng Tử đề xướng là một loại triết học tại Trung Quốc trong quá khứ, một sự kết hợp đạo đức, luân lý, phép tắc trong xã hội thế tục hữu quan, về sau trở thành cơ sở giữa văn hóa Trung Hoa và văn hóa Đài Loan. Đại đa số dân chúng thường kết hợp tín ngưỡng tôn giáo với tư tưởng Nho giáo, qua đó đề xướng quan niệm luân lý đạo đức xã hội. Ngoài ra, thổ dân Đài Loan là cộng đồng chủ yếu theo Tin Lành, với trên 64% số lượng dân chúng thổ dân tin theo, nhiều nhà thờ trở thành dấu hiệu rõ rệt nhất của bộ lạc. Tính đến năm 2008, khu vực Đài Loan tổng cộng có 14.993 chùa miếu và giáo đường, gồm 11,731 chùa miếu thờ thần Đạo giáo, 3.262 giáo đường, bình quân mỗi 1500 thị dân lại có một địa điểm tôn giáo có thể cung phụng và sùng bái.

### Y tế
Năm 2013, tỷ lệ tử vong trẻ sơ sinh tại Đài Loan là 3,9‰, mỗi 10 nghìn người có 20,02 bác sĩ, 5,31 nha sĩ và 69,01 giường bệnh phục vụ. Tính đến năm 2012, Đài Loan tổng cộng có 502 bệnh viện và 20.935 phòng khám, trong đó có 82 bệnh viện công lập và 447 phòng khám công lập. Nhờ hệ thống y tế dần hoàn thiện, tuổi thọ dự tính của nam và nữ lần lượt nâng lên 76,2 và 83 tuổi. Năm 2012, các bệnh gây tử vong nhiều nhất là ung thư, bệnh tim, bệnh động mạch vành, và viêm phổi.
Nhằm giảm bớt số bệnh nhân qua đời vì ung thư phổi, ngoài quản lý chế phẩm thuốc lá, chính phủ còn cấm chỉ dân chúng hút thuốc lá tại nơi làm việc, trường học, nhà hàng và ga tàu hỏa và các nơi khác, xúc tiến lập các khu vực hút thuốc có thông gió được chỉ định. Ngoài sử dụng y học hiện đại, tại Đài Loan còn sử dụng rộng rãi chẩn đoán trị liệu Trung y, toàn lãnh thổ có 14 bệnh viện Trung y, 3.462 phòng khám Trung y và có 77 bệnh viện Tây y có khoa Trung y. Cơ quan Quản lý Bệnh tật thuộc Bộ Y tế và Phúc lợi chủ yếu phụ trách giám sát, điều tra, tuyên truyền và điều trị bệnh dịch, nhiều lần ứng phó với các bệnh lao, sốt xuất huyết Dengue, virus đường ruột, hội chứng hô hấp cấp tính nặng, virus cúm A phân nhóm H7N9. Ngoài ra, còn có Cơ quan Quản lý Thực phẩm và Dược phẩm thuộc Bộ Y tế và Phúc lợi, phụ trách tính an toàn và công dụng của dược phẩm, vắc-xin, thiết bị y tế, thực phẩm, thực phẩm chức năng và hóa mỹ phẩm.
Y tế Trung Hoa Dân Quốc được thành lập vào tháng 4 năm 1928 với tên "Sở y tế trực thuộc Bộ Nội chính (Trung Hoa Dân Quốc)" Sau nhiều lần đổi tên vào năm 2013 thay đổi thành tên chính thức "Bộ Y tế và Phúc lợi Trung Hoa Dân Quốc". Với mục tiêu là phụ trách y tế công cộng, dịch vụ y tế, và phúc lợi xã hội, Bảo hiểm Y tế Toàn dân bắt đầu từ năm 1995 cũng do bộ này quản lý. Hiện nay, có 99,5% công dân tham gia bảo hiểm y tế toàn dân, bảo hiểm y tế toàn dân cũng trợ cấp chi phí y tế cho hộ thu nhập thấp, quân nhân xuất ngũ, trẻ dưới ba tuổi, người thất nghiệp, hộ gặp nạn, người già, và người tàn tật. Bảo hiểm y tế toàn dân chiếm khoảng 5,44% GDP, có thể do chủ sử dụng lao động hoặc cá nhân trả phí bảo hiểm.
Năm 2013, bình quân tuổi thọ của công dân là 79,5 tuổi, tuổi thọ của nữ giới cao hơn của nam giới. Năm 2014, Đài Loan là quốc gia có tổng tỷ suất sinh thấp nhất thế giới, số người từ 65 tuổi trở lên cũng chiếm trên 10% tổng dân số. Theo dự báo, đến năm 2025 số người già sẽ ở quanh mức 20% dân số, Ngày nay, đại bộ phận người cao tuổi do thành viên trong gia đình chăm sóc, tính đến năm 2008 các địa phương đã lập 1.074 viện dưỡng lão. Chi phí hàng tháng của các viện dưỡng lão chủ yếu lấy từ lương hưu của người cao tuổi; gia đình không có tiết kiệm hưu trí được nhận trợ cấp xã hội. Tính đến năm 2007, bất kỳ người nào từ 25 đến 65 tuổi không được cung cấp bảo hiểm xã hội tại nơi làm việc đều phải tham gia bảo hiểm "Quốc dân niên kim".

### Giáo dục
Chế độ giáo dục Đài Loan chủ yếu là tổng hợp đặc điểm thể chế giáo dục Trung Quốc và Hoa Kỳ mà thành. Chính phủ sử dụng phương thức pháp luật chế định để khiến nhân dân được hưởng giáo dục nghĩa vụ 9 năm, sau đó tiến đến phát triển thành chương trình thông suốt 9 năm, song vào năm 2012 có 99,15% học sinh tiếp tục theo học trung học cao cấp hay trung học cao cấp kỹ thuật. Hiện nay, hệ thống giáo dục Đài Loan bao gồm giáo dục tiểu học 6 năm, giáo dục trung học quốc gia 3 năm, giáo dục trung học cao cấp 3 năm, giáo dục bậc đại học kéo dài 4 năm, các đại học danh tiếng là Đại học quốc lập Đài Loan, Đài học Quốc lập Thanh Hoa, Đại học Quốc lập Giao thông, Đại học Quốc lập Thành Công, Đại học Quốc lập Trung Sơn,Đại học quốc lập Đài Loan .
Hiện nay, giáo dục khiến học sinh đạt điểm số cao trong toán học, khoa học, song bị chỉ trích là tạo áp lực quá lớn cho học sinh, quá nhấn mạnh học thuộc mà lại giảm thiểu sức sáng tạo. Sinh viên sau bốn năm đại học đạt được học vị cử nhân, có thể tiếp tục học tập để đạt học vị thạc sĩ, tiến sĩ; mỗi năm cũng có rất nhiều học sinh sang học tại ngoại quốc, đông nhất là sang Hoa Kỳ. Bộ Giáo dục trong một thời gian dài hướng tới thu hút sinh viên người Hoa hải ngoại tại Đông Á và Đông Nam Á, gần đây tích cực mở rộng số du học sinh quốc tế và Trung Quốc đại lục, đặt trọng điểm vào chương trình đào tạo bằng tiếng Anh để đáp ứng nhu cầu quốc tế hóa. Tính đến cuối năm 2012, số người Đài Loan không biết đọc chiếm khoảng 1,71% tổng dân số.

## Văn hóa

### Ẩm thực

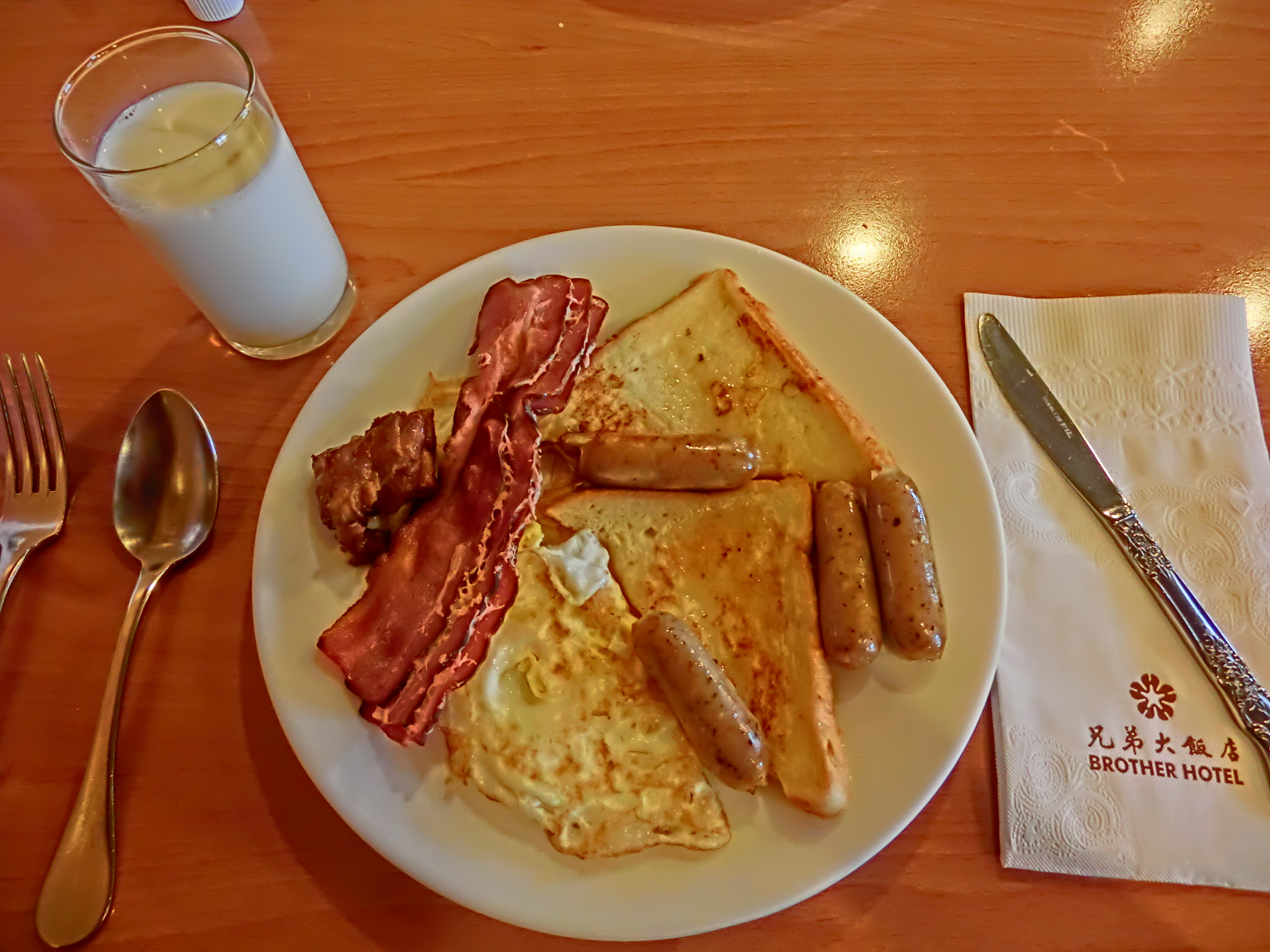
Một bữa ăn sáng theo phong cách hiện đại ở Đài Bắc.

Văn hóa ẩm thực Đài Loan dung hợp phong cách ẩm thực các khu vực, các trường phái chủ yếu là ẩm thực Mân Nam Đài Loan, ẩm thực Khách Gia Đài Loan, các phong cách ngoại tỉnh Hồ Nam, Sơn Đông, Quảng Đông. Do đại bộ phận nhân khẩu là người Hán, các món ăn đại đa số là món ăn Trung Quốc, đồng thời hỗn hợp các phong cách phương Nam như Hồng Kông, Tứ Xuyên, Giang Tô, Chiết Giang. Đài Loan từng bị Nhật Bản thống trị trong 50 năm, góp phần hình thành các món ăn của người Mân Nam và người Khách Gia tại Đài Loan, và ảnh hưởng của văn hóa ẩm thực Nhật Bản hiện nay. Do đất canh tác rải rác khiến lương thực không đồng nhất, lương thực chủ yếu của dân chúng là gạo, khoai lang hay khoai môn. Do có Hải lưu Kuroshio đi qua và không khí lạnh tràn xuống vào mùa đông, khiến tài nguyên hải sản vùng biển quanh đảo Đài Loan có sự phong phú, dân chúng thường ăn các loại sinh vật hải dương như cá, sò hến, hay loài giáp xác. Do giá cả đắt nên các loại thịt gà, lợn, bò hay dê xuất hiện khá ít.
Quy trình chế biến các món ăn chủ yếu có đặc điểm là chú ý đến kỹ thuật nấu và phối trộn nguyên liệu, trên bàn tiệc thường thấy các món Phật trèo tường (chữ Hán: 佛跳墙), thịt Đông Pha, chân giò Vạn Loan. Do ảnh hưởng từ tín ngưỡng Phật giáo, bảo vệ môi trường, và sức khỏe nên các khu vực đều có các nhà hàng chuyên món ăn chay. Trong văn hóa ẩm thực Đài Loan còn có văn hóa đồ ăn nhẹ nổi tiếng, sau khi nấu xong chúng được cho vào các khay nhỏ để ăn.
Chợ đêm tại các đô thị do bày bán rất nhiều đồ ăn nhẹ nên thu hút nhiều khách tới, trở thành một đại diện quan trọng cho sinh hoạt văn hóa, các đồ ăn nhẹ thông dụng là trứng chiên hàu, ức gà chiên, đậu phụ thối, gà rán mặn, bánh bao chiên, bánh cơm tiết, mì hàu, cơm thịt hầm, bánh tro, nhục viên, mì đam tử, mì thịt bò, tiểu long bao. Đồ uống nổi tiếng của Đài Loan có hồng trà bong bóng và trà sữa trân châu, hồng trà bong bóng do có fructose nên sau khi lắc đều sẽ có bọt phía trên, trà sữa trân châu có các hạt bột sắn, hai loại đồ uống này cũng được đón nhận khi phổ biến sang Singapore, Malaysia, Hàn Quốc, Việt Nam, Úc, châu Âu và Bắc Mỹ.

### Nghệ thuật và giải trí
Do ảnh hưởng từ lịch sử, Đài Loan hiện nay có tính đa nguyên văn hóa mang đặc sắc bản địa. Chính phủ nhận định văn hóa dân gian truyền thống bao gồm tập tục truyền thống của thổ dân Đài Loan, nghệ thuật dân gian của người Hán như cắt giấy, ô giấy dầu, chạm khắc gỗ, thêu, văn hóa lễ tết như Tết Nguyên Đán, Tết Nguyên Tiêu, Tết Thanh Minh, hay tế được mùa của thổ dân Đài Loan. Chính phủ của Quốc dân đảng sau khi dời sang Đài Loan năm 1949 có lập trường chính thức là thúc đẩy các hoạt động văn hóa nghệ thuật như thư pháp Trung Quốc, hội họa Trung Quốc, nghệ thuật dân gian Trung Quốc hay hí khúc truyền thống. Sau khi bãi bỏ giới nghiêm vào năm 1987, xã hội cởi mở và đi kèm với nó là hoạt động văn hóa, mỹ thuật tại Đài Loan bước vào giai đoạn phát triển đa nguyên. Từ năm 2000 trở đi, phong trào bản địa hóa Đài Loan và các vấn đề liên quan trở thành đề tài trọng yếu trong lý luận văn hóa tại Đài Loan.

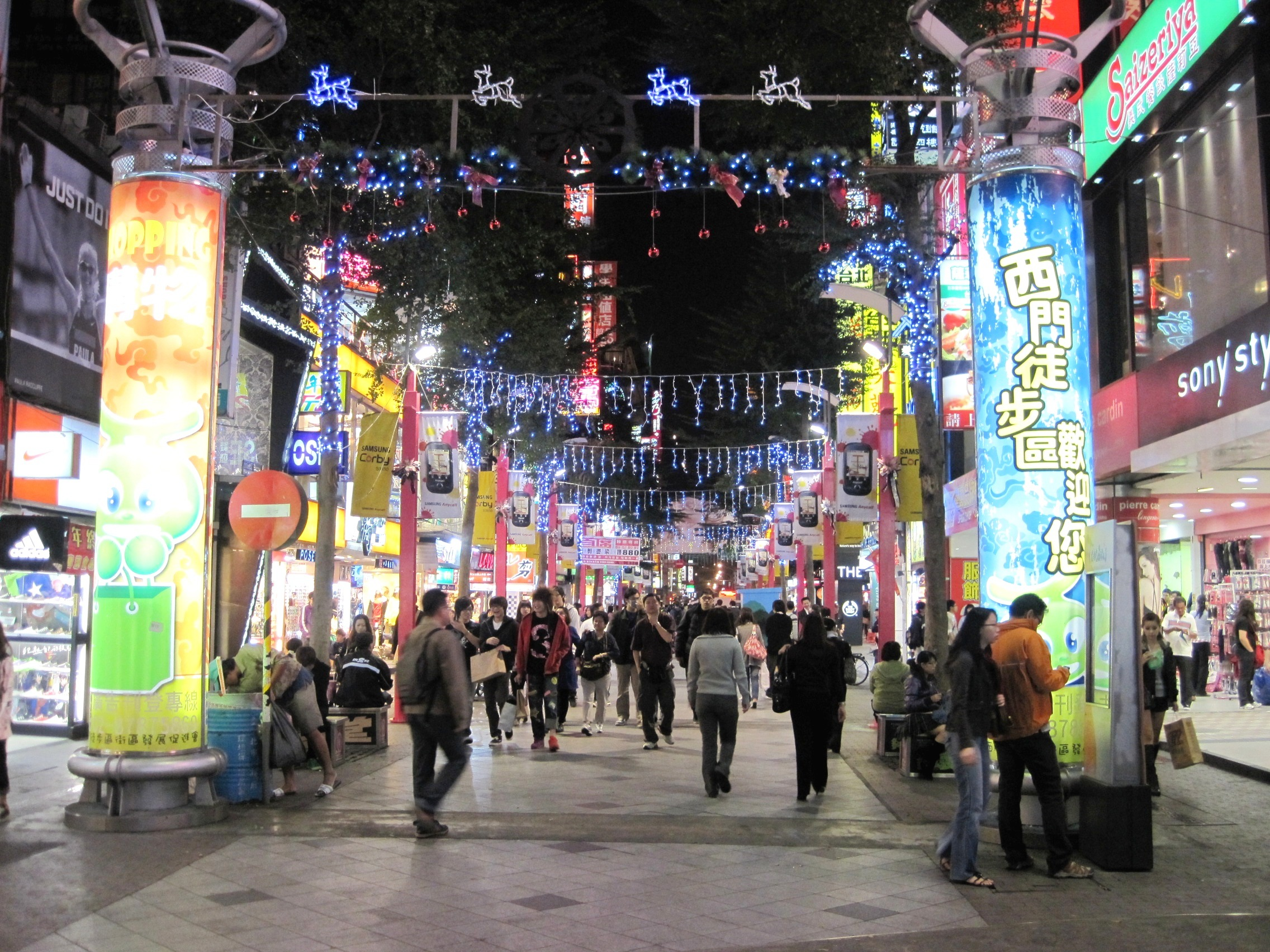
Tây Môn Đình là khu phố mua sắm nổi tiếng tại Đài Bắc.

Đài Loan từ sau năm 1949 có các tác gia nổi tiếng như Dương Quỳ, Bá Dương, Chu Mộng Điệp, Lý Ngao, Bạch Tiên Dũng, Trần Nhược Hy, Quỳnh Dao, Tam Mao, Khâu Diệu Tân, Trương Hệ Quốc. Hai thể loại nhạc kịch Ca tử hí, Bố đại hí từng thịnh hành trên truyền hình và nay vẫn được chính phủ trọng thị, ngoài ra còn có vũ đoàn biểu diễn hiện đại Vân Môn vũ tập. Âm nhạc Đài Loan hiện nay đã xuất hiện hình thức đa nguyên, như âm nhạc dân tộc ngữ hệ Nam Đảo, nhạc khúc truyền thống Trung Quốc đại lục, âm nhạc cổ điển phương Tây và các thể loại âm nhạc đại chúng. Trong đó, âm nhạc cổ điển tại Đài Loan có trình độ phát triển cao, có nghệ sĩ vĩ cầm Lâm Chiêu Lượng, nghệ sĩ dương cầm Hồ Tịnh Vân, Tổng giám đốc Ngô Hạm của Phòng Đoàn thể Âm nhạc Trung tâm Lincoln CMS nhận được nhiều chú ý. Đài Loan còn là khu vực phát triển trọng yếu của âm nhạc đại chúng Hoa ngữ (Mandopop), xuất hiện các ca sĩ chuyên nghiệp như Châu Kiệt Luân, Thái Y Lâm hay Phi Luân Hải.
Ngày nay, ngành giải trí Đài Loan không ngừng được cải biến, hình thành văn hóa truyền thông đại chúng với cơ sở dựa trên truyền hình, Internet. Trong đó, các chương trình truyền hình Đài Loan được bên ngoài đón nhận, được phát sóng tại Singapore, Malaysia và các quốc gia khác tại châu Á. Nhiều công ty tiến hành đầu tư quay phim truyền hình dài tập, các tác phẩm được đón nhận như "Thơ Ngây", "Hoa dạng thiếu niên thiếu nữ", "Định mệnh anh yêu em", "Anh hùng du côn" cũng đạt được thành công tại các quốc gia châu Á khác. Ngoài ra, do hiện nay xã hội Đài Loan có bối cảnh đa nguyên, tự do và giàu tính sáng tác, do đó có thể cung cấp không gian tốt để cho ngành điện ảnh và truyền hình Đài Loan phát triển. Điện ảnh Đài Loan từng nhiều lần nhận giải thưởng quốc tế hay được trình chiếu tại các liên hoan phim trên thế giới, các đạo diễn điện ảnh nổi tiếng của Đài Loan gồm có Lý An, Thái Minh Lượng, Dương Đức Xương, Hầu Hiếu Hiền, Nữu Thừa Trạch và những người khác. Điện ảnh Đài Loan từng xuống dốc trước ảnh hưởng từ nền điện ảnh phát triển của Hồng Kông. Kể từ sau phim "Mũi Đất Số 7" năm 2008, điện ảnh Đài Loan bước vào cơn sốt phục hưng.

### Du lịch
Số lượng du khách đến du lịch Đài Loan tăng trưởng theo từng năm, năm 2009 họ đón tiếp 4,4 triệu lượt du khách, tăng trưởng 18% so với năm 2008; tuy xuất hiện xu thế số lượng du khách ngoại quốc giảm thiểu, song dân chúng Trung Quốc đại lục đến Đài Loan du lịch lại nhiều gấp đôi. Đại bộ phận du khách ngoại quốc đến từ các quốc gia châu Á, đặc biệt là từ Nhật Bản, du khách từ các châu lục khác chủ yếu là từ Mỹ và Anh. Địa điểm du lịch trọng yếu bao gồm các công viên quốc gia, các khu phong cảnh cấp quốc gia, và khu du lịch nghỉ dưỡng, ngoài ra các nông trường tiêu khiển và suối nước nóng cũng hấp dẫn không ít du khách. Hiện nay, chính phủ cũng bắt đầu phát triển du lịch y tế, đồng thời có kế hoạch xây dựng một số làng y tế để cung cấp dịch vụ. Các địa điểm du lịch trọng yếu trong khu vực đô thị gồm có Tòa nhà Đài Bắc 101 giữ danh hiệu tòa nhà cao nhất thế giới từ năm 2004 đến năm 2010, Bảo tàng Cố cung Quốc lập, Nhà Tưởng niệm Tưởng Giới Thạch, các công viên kỷ niệm và chợ đêm.
Tại Đài Loan có rất nhiều bảo tàng. Bảo tàng Cố cung Quốc lập là nơi lưu giữ 650.000 hiện vật đồ đồng thanh, đồ ngọc bích, thư pháp, hội họa và đồ sứ Trung Quốc, là một trong những bảo tàng quan trọng nhất trong lĩnh vực sưu tầm nghệ thuật Trung Quốc. Từ năm 1933 trở đi, Chính phủ Trung Hoa Dân quốc bắt đầu đưa các vật phẩm nghệ thuật vốn lưu trữ tại Cố cung Bắc Kinh đi nơi khác, sau nhiều lần di chuyển cuối cùng một bộ phận vật phẩm được vận chuyển đến Đài Loan trong thời gian nội chiến lần thứ hai. Mặc dù mỗi quý bảo tàng đều thay đổi nội dung triển lãm, song phải mất tới 12 năm để trưng bày toàn bộ vật phẩm nghệ thuật sở hữu. Tại Nhà Kỷ niệm Tưởng Giới Thạch có Viện Hí kịch Quốc gia và Phòng Âm nhạc Quốc gia có hoạt động biểu diễn văn nghệ; Nhà Kỷ niệm Tôn Trung Sơn cũng cử hành nhiều loại hình hoạt động văn hóa, âm nhạc và diễn thuyết. Ngoài ra, chính phủ còn thành lập Bảo tàng Mỹ thuật Quốc lập Đài Loan tại Đài Trung, lưu trữ các bức họa từ thời Minh-Thanh và tác phẩm của các nhà nghệ thuật đương đại Đài Loan.

### Thể thao
Bóng chày được xem là môn thể thao quốc dân tại Đài Loan, được xã hội hoan nghênh. Hiệp hội Bóng chày Trung Hoa Dân quốc được thành lập vào năm 1973, đến năm 1989 bắt đầu tổ chức Giải Bóng chày Chuyên nghiệp Trung Hoa, đến năm 2003 hợp nhất với Giải Bóng chày Đài Loan. Tính đến năm 2013, Giải Bóng chày Chuyên nghiệp Trung Hoa có bốn đội tuyển, tại mùa giải thứ 24 năm 2013 mỗi sân vận động có trung bình 6.079 khán giả. Đài Loan từng tổ chức Giải vô địch Bóng chày châu Á năm 2001 và 2007, Giải Bóng chày Thế giới năm 2007 và Giải Bóng chày kinh điển Thế giới 2013, và từng giành huy chương đồng và huy chương bạc lần lượt tại Thế vận hội Mùa hè năm 1982 và năm 1992. Rất nhiều tuyển thủ bóng chày Đài Loan từng sang Hoa Kỳ thi đấu tại Major League Baseball. Bóng rổ cũng là môn thể thao được chính phủ khuyến khích, mỗi năm lại tổ chức các giải như Jones Cup, SBL.
Sau khi Chu Mộc Viêm và Trần Thi Hân giành được huy chương vàng tại Thế vận hội Mùa hè 2004, chính phủ tích cực khuyến khích Taekwondo. Vận động viên golf chuyên nghiệp Tăng Nhã Ni có thành tích cao tại Hiệp hội Golf Chuyên nghiệp Nữ Hoa Kỳ, từng liên tục được xếp ở vị trí số 1 thế giới trong 109 tuần. Đài Loan còn có thành tích tốt trong các môn như korfball, bi-a, cầu lông, cử tạ, kéo co, marathon, bóng bàn..., các địa phương lập ra các địa điểm thi đấu thể thao, trung tâm thể thao quốc dân, công viên thể thao, cơ sở thể thao đa công năng, bể bơi, sân bóng chày, sân golf, đường giành riêng cho xe đạp. Ngoài ra, thể thao điện tử hết sức phát triển, Taipei Assassins từng giành chức vô địch Chung kết thế giới Liên Minh Huyền Thoại năm 2012.
Do ảnh hưởng từ chính trị, Đài Loan sử dụng danh nghĩa "Trung Hoa Đài Bắc" tham dự các tổ chức và sự kiện thể thao quốc tế, đồng thời bị cấm sử dụng quốc kỳ và quốc ca, phải sử dụng cờ hoa mai và Quốc kỳ ca để thay thế. Đại hội Thể thao Toàn quốc, Đại hội Thể thao Toàn dân, Đại hội Thể thao Thổ dân Toàn quốc và Đại hội Thể thao người khuyết tật Toàn quốc được tổ chức hai năm một lần; hàng năm đều tổ chức đại hội thể thao toàn quốc của bậc đại học và bậc trung học. Ngoài ra, Đài Loan còn tổ chức một số hoạt động thể dục quốc tế, đồng thời xây dựng cơ sở hạ tầng liên quan, thu được kinh nghiệm chuẩn bị. Một số giải thể dục quốc tế thường niên được tổ chức tại Đài Loan là Marathon Quốc tế Đài Bắc, Giải đua xe đạp vòng quanh Đài Loan, hay Giải vô địch Fubon LPGA Đài Loan, ngoài ra Cao Hùng từng tổ chức World Games 2009, Đài Bắc từng tổ chức Đại hội Thể thao người khiếm thính Thế giới 2009, và là chủ nhà của Đại hội Thể thao Sinh viên Thế giới năm 2017.

### Truyền thông
Năm 1999, Đài Loan bãi bỏ các hạn chế pháp luật đối với tự do báo chí, số cơ quan truyền thông do đó xuất hiện với số lượng lớn. Năm 2008, có trên 1.300 cơ quan tin tức hoạt động, tuyệt đại đa số là doanh nghiệp quy mô nhỏ thuộc sở hữu tư nhân. Thông tấn xã Trung ương (CNA) là thông tấn xã quốc gia của Trung Hoa Dân Quốc, cơ quan tin tức trọng yếu khác là Thông tấn xã Kinh tế Trung Quốc (CENS) song chủ yếu đưa tin về kinh tế và tài chính. Hiện tại, Trung Hoa Dân Quốc có khoảng 2.000 báo chí xuất bản, song chỉ có 30 tờ thường xuyên xuất hiện trên thị trường, bốn tờ có lượng phát hành nhiều nhất là "Tự Do thời báo", "Tần Quả nhật báo", "Liên Hiệp báo", "Trung Quốc thời báo". Trong đó, "Tự Do thời báo" có kỷ lục phát hành 720 nghìn bản/ngày, còn "Tần Quả nhật báo" với kiểu báo khổ nhỏ đạt thành tích 520 nghìn bản (2008), ngoài ra trên các phương tiện giao thông công cộng như tàu điện ngầm còn có báo chí miễn phí cấp cho công chúng.
Tính đến tháng 10 năm 2013, Đài Loan có 1.737 nhà xuất bản thư tịch đăng ký, đại đa số là doanh nghiệp quy mô nhỏ về tài chính và nhân lực. Các nhà xuất bản này cho ra đời rất nhiều tạp chí, trong đó có trên 6.000 tạp chí có đăng ký với chính phủ, 91% tạp chí xuất bản tại Đài Bắc. Các tạp chí được đón đọc nhiều nhất là về các lĩnh vực kinh tế-tài chính, chuyện tầm phào, thời trang và du lịch, tạp chí chuyện tầm phào được lưu hành nhiều nhất là "Nhất Chu khan". Đến tháng 12 năm 2013, toàn quốc có 171 đài phát thanh hoạt động, trong đó các đài phát thanh âm nhạc được đón nghe nhiều. Đài phát thanh chủ yếu sử dụng tiếng Hán tiêu chuẩn hiện đại và tiếng Mân Nam, song cũng bảo vệ quyền lợi thu nghe chương trình các ngôn ngữ mẹ đẻ của thổ dân Đài Loan theo pháp luật.
Dịch vụ truyền hình tại Đài Loan được cung cấp từ năm 1962, sau đó do Công ty Truyền hình Đài Loan, Công ty Truyền hình Trung Quốc và Công ty Truyền hình Trung Hoa chủ đạo phát triển thị trường, kể từ năm 1993 khi triển khai truyền hình cáp và truyền hình vệ tinh thì mới có thêm các đài truyền hình khác. Các công ty truyền hình sớm nhất đều thuộc sở hữu của chính phủ, sau này việc quốc gia, chính đảng và tài phiệt sở hữu cổ phần trong đài truyền hình bị pháp luật hạn chế. Các kênh được nhiều người xem nhất là TVBS tin tức, Tam Lập tin tức, Trung Thiên tin tức, Đông Sâm tin tức.

### Lịch
Lịch Gregory tiêu chuẩn được sử dụng cho hầu hết các mục đích tại Đài Loan. Năm thường được sử dụng bằng hệ thống lịch Dân quốc bắt đầu vào năm 1912, năm lịch Dân quốc được tạo ra. Năm 2022 là năm Dân quốc 111 (民國111年).